# Liga Venezolana de Béisbol Profesional 2024-25
La temporada 2024-25 de la Liga Venezolana de Béisbol Profesional, fue la edición número 80 de la LVBP, comenzó el 11 de octubre de 2024 con la visita de los Navegantes del Magallanes a los Tiburones de La Guaira, campeones de la edición anterior, en el Estadio Universitario de Caracas, siendo el único partido inaugural que se disputó en la fecha anteriormente mencionada. Los otros 6 equipos debutaron al día siguiente (12 de octubre) de la siguiente forma: primero Águilas vs. Leones en el Estadio Monumental “Simón Bolívar” de Caracas, segundo Caribes vs. Tigres en el Estadio José Pérez Colmenares de Maracay y por último Bravos vs. Cardenales en el Estadio Antonio Herrera Gutiérrez de Barquisimeto, junto a los equipos Tiburones y Navegantes que se enfrentaron entre sí por segunda vez consecutiva en el Estadio José Bernardo Pérez de Valencia. Este último partido estaba originalmente programado para el 16 de octubre. Un total de ocho equipos participaron en esta competición que se desarrolló con éxito y culminó el 26 de enero de 2025.
El torneo se disputó en honor a Víctor Davalillo, el cual falleció el pasado 6 de diciembre de 2023 a los 84 años de edad por complicaciones quirúrgicas, y quien en vida tuvo una extraordinaria carrera beisbolística ya que ha sido el poseedor de la mayor cantidad de hits (1.505) en 30 temporadas de la LVBP. Esta decisión se tomó tras la reunión de los directivos del circuito en la Convención Anual que se realizó en Cancún, México. Aún cuando en un principio se había escogido el 15 de octubre como fecha de inicio para el torneo, en un primer momento se decidió que el 12 del mismo mes sería la nueva fecha; es decir, 3 días antes por asuntos logísticos, para luego elegir a última hora el 11 como el día definitivo para el comienzo de la zafra con el único juego de pelota inaugural mencionado en el párrafo anterior así como también el resto de ellos. Lo cual significó que a diferencia de la temporada anterior que inició el 21 de octubre de 2023, esta edición de la LVBP empezó 10 días antes.
Como en las dos (2) últimas zafras, pasaron al Todos contra Todos de manera directa los cuatro (4) mejores equipos posicionados, mientras que los Tigres de Aragua, que finalizaron en el quinto (5to) lugar, avanzaron a la llamada Serie del Comodín tras haber quedado con 27 victorias y 29 derrotas al final de la ronda eliminatoria, y tuvieron que esperar por el ganador entre Tiburones de La Guaira y Leones del Caracas, quienes lucharon por el sexto (6to) lugar de la tabla de posiciones de la temporada regular, en un partido extra que se disputó en el Estadio Monumental “Simón Bolívar” de Caracas el 22 de diciembre, después de que ambos terminaran con 26 victorias y 30 derrotas al culminar el calendario completo de la ronda eliminatoria, y en donde el conjunto capitalino venció al conjunto litoralense con marcador de 9 carreras por 8. De esta manera, Leones y Tigres se enfrentaron en el Wild Card que estuvo conformado de un (1) solo partido, ya que el conjunto aragüeño necesitó únicamente de un (1) solo triunfo de 10 carreras por 2 sobre el conjunto melenudo para así avanzar hacia el Round Robin y convertirse en el quinto participante, según las condiciones actuales de la LVBP. El choque se disputó en el Estadio José Pérez Colmenares de Maracay el 23 de diciembre.
La temporada regular se desarrolló entre el 11 de octubre y el 21 de diciembre, el Round Robin se realizó desde el 27 de diciembre del año 2024 hasta el 17 de enero del año 2025 y la Serie Final se disputó entre el 19 y el 26 de enero.
En la Serie Final de la Temporada 2024-25, el equipo Cardenales de Lara se coronó campeón frente al equipo Bravos de Margarita, tras haberle ganado en seis (6) juegos el Evento Decisivo, y con marcardor final de 9-0 a favor de Los Pájaros Rojos en el último partido, teniendo de esta manera una racha de cuatro (4) victorias seguidas, luego de haber perdido los dos (2) primeros encuentros de dicha serie, conquistando así el séptimo título en su historia y obteniendo también el derecho de representar a Venezuela en la Serie del Caribe 2025 que se disputó en la ciudad de Mexicali, en México.

## Temporada regular

### Tabla de posiciones
Actualizado al 22 de diciembre de 2024.
| Temporada regular                 | Temporada regular | Temporada regular | Temporada regular | Temporada regular | Temporada regular | Temporada regular | Temporada regular | Temporada regular | Temporada regular | Temporada regular | Temporada regular | Temporada regular | Temporada regular |
| Equipo                            | PD                | PG                | PP                | AVG               | VTJ               | Racha             | Últ. 10           | Local             | Visita            | CA                | CP                | DC                |                   |
| --------------------------------- | ----------------- | ----------------- | ----------------- | ----------------- | ----------------- | ----------------- | ----------------- | ----------------- | ----------------- | ----------------- | ----------------- | ----------------- | ----------------- |
| (*) Cardenales de Lara (*)        | 56                | 33                | 23                | .589              | -                 | G1                | 6 - 4             | 18 - 10           | 15 - 13           | 328               | 239               | +89               |                   |
| (*) Bravos de Margarita (*)       | 56                | 31                | 25                | .554              | 2                 | G5                | 7 - 3             | 19 - 9            | 12 - 16           | 303               | 308               | -5                |                   |
| (*) Águilas del Zulia (*)         | 56                | 30                | 26                | .536              | 3                 | P1                | 6 - 4             | 19 - 9            | 11 - 17           | 316               | 302               | +14               |                   |
| (*) Navegantes del Magallanes (*) | 56                | 29                | 27                | .518              | 4                 | P1                | 4 - 6             | 13 - 15           | 16 - 12           | 331               | 293               | +38               |                   |
| (SC) Tigres de Aragua (SC)        | 56                | 27                | 29                | .482              | 6                 | G1                | 6 - 4             | 16 - 12           | 11 - 17           | 310               | 328               | -18               |                   |
| (SC) Leones del Caracas (SC)      | 57                | 27                | 30                | .474              | 6.5               | G1                | 3 - 7             | 15 - 14           | 12 - 16           | 338               | 359               | -21               |                   |
| (-) Tiburones de La Guaira (-)    | 57                | 26                | 31                | .456              | 7.5               | P1                | 3 - 7             | 13 - 15           | 13 - 16           | 336               | 345               | -9                |                   |
| (+) Caribes de Anzoátegui (+)     | 56                | 22                | 34                | .393              | 11                | P2                | 3 - 7             | 13 - 15           | 9 - 19            | 273               | 361               | -88               |                   |

|  |                                                          |
|  | (*) Clasificados directamente al Todos contra Todos. (*) |

|  |                                                        |
|  | (SC) Equipos que disputaron la Serie del Comodín. (SC) |

|  |                                                      |
|  | (-) Eliminado de la 2024-25 en el partido extra. (-) |

|  |                                                           |
|  | (+) Eliminado de la 2024-25 en la ronda eliminatoria. (+) |

### Calendario de juegos
| Navegantes del Magallanes | 12-0 | Tiburones de La Guaira    | Universitario de Caracas   | 11 de octubre | 7:40 p. m. | 1 Baseball VV - Canal I | Béisbol Play |
| Águilas del Zulia         | 4-11 | Leones del Caracas        | Monumental “Simón Bolívar” | 12 de octubre | 5:00 p. m. | ByM Sport Tves          | Béisbol Play |
| Caribes de Anzoátegui     | 1-8  | Tigres de Aragua          | José Pérez Colmenares      | 12 de octubre | 5:00 p. m. | IVC                     | Béisbol Play |
| Tiburones de La Guaira    | 3-1  | Navegantes del Magallanes | José Bernardo Pérez        | 12 de octubre | 5:30 p. m. | Televen                 | Béisbol Play |
| Bravos de Margarita       | 0-2  | Cardenales de Lara        | Antonio Herrera Gutiérrez  | 12 de octubre | 7:00 p. m. | 1 Baseball              | Béisbol Play |
| Águilas del Zulia         | 3-2  | Tiburones de La Guaira    | Universitario de Caracas   | 13 de octubre | 1:00 p. m. | Venevisión              | Béisbol Play |
| Caribes de Anzoátegui     | 8-7  | Leones del Caracas        | Monumental “Simón Bolívar” | 13 de octubre | 4:00 p. m. | Televen                 | Béisbol Play |
| Bravos de Margarita       | 7-4  | Cardenales de Lara        | Antonio Herrera Gutiérrez  | 13 de octubre | 4:00 p. m. | 1 Baseball              | Béisbol Play |
| Tigres de Aragua          | 3-7  | Navegantes del Magallanes | José Bernardo Pérez        | 13 de octubre | 5:30 p. m. | ByM Sport               | Béisbol Play |

| Caribes de Anzoátegui     | 2-5  | Tiburones de La Guaira    | Universitario de Caracas   | 14 de octubre | 7:00 p. m. | ByM Sport       | Béisbol Play |
| Bravos de Margarita       | 4-3  | Navegantes del Magallanes | José Bernardo Pérez        | 14 de octubre | 7:00 p. m. | 1 Baseball      | Béisbol Play |
| Cardenales de Lara        | 18-2 | Leones del Caracas        | Monumental “Simón Bolívar” | 15 de octubre | 7:00 p. m. | 1 Baseball      | Béisbol Play |
| Caribes de Anzoátegui     | 2-7  | Tiburones de La Guaira    | Universitario de Caracas   | 15 de octubre | 7:00 p. m. | Canal I         | Béisbol Play |
| Bravos de Margarita       | 2-5  | Águilas del Zulia         | Luis Aparicio “El Grande”  | 15 de octubre | 7:00 p. m. | *IVC*           | Béisbol Play |
| Cardenales de Lara        | 6-2  | Leones del Caracas        | Monumental “Simón Bolívar” | 16 de octubre | 7:00 p. m. | ByM Sport       | Béisbol Play |
| Caribes de Anzoátegui     | 5-10 | Tigres de Aragua          | José Pérez Colmenares      | 16 de octubre | 7:00 p. m. | Canal I         | Béisbol Play |
| Bravos de Margarita       | 1-2  | Águilas del Zulia         | Luis Aparicio “El Grande”  | 16 de octubre | 7:00 p. m. | IVC - MTV       | Béisbol Play |
| Bravos de Margarita       | 0-10 | Leones del Caracas        | Monumental “Simón Bolívar” | 17 de octubre | 7:00 p. m. | ByM Sport       | Béisbol Play |
| Caribes de Anzoátegui     | 5-6  | Tigres de Aragua          | José Pérez Colmenares      | 17 de octubre | 7:00 p. m. | 1 Baseball      | Béisbol Play |
| Tiburones de La Guaira    | 12-4 | Cardenales de Lara        | Antonio Herrera Gutiérrez  | 17 de octubre | 7:00 p. m. | Canal I         | Béisbol Play |
| Navegantes del Magallanes | 7-1  | Águilas del Zulia         | Luis Aparicio “El Grande”  | 17 de octubre | 7:00 p. m. | *IVC*           | Béisbol Play |
| Tiburones de La Guaira    | 0-8  | Cardenales de Lara        | Antonio Herrera Gutiérrez  | 18 de octubre | 7:00 p. m. | ByM Sport       | Béisbol Play |
| Navegantes del Magallanes | 5-4  | Águilas del Zulia         | Luis Aparicio “El Grande”  | 18 de octubre | 7:00 p. m. | Venevisión      | Béisbol Play |
| Tigres de Aragua          | 4-6  | Leones del Caracas        | Monumental “Simón Bolívar” | 18 de octubre | 9:50 p. m. | 1 Baseball Tves | Béisbol Play |
| Tiburones de La Guaira    | 5-2  | Águilas del Zulia         | Luis Aparicio “El Grande”  | 19 de octubre | 5:00 p. m. | ByM Sport       | Béisbol Play |
| Bravos de Margarita       | 3-7  | Caribes de Anzoátegui     | Alfonso “Chico” Carrasquel | 19 de octubre | 5:40 p. m. | 1 Baseball      | Béisbol Play |
| Cardenales de Lara        | 1-8  | Navegantes del Magallanes | José Bernardo Pérez        | 19 de octubre | 7:00 p. m. | *IVC*           | Béisbol Play |
| Tigres de Aragua          | 6-4  | Leones del Caracas        | Monumental “Simón Bolívar” | 19 de octubre | 7:10 p. m. | Televen         | Béisbol Play |
| Bravos de Margarita       | 1-5  | Caribes de Anzoátegui     | Alfonso “Chico” Carrasquel | 20 de octubre | 1:00 p. m. | 1 Baseball      | Béisbol Play |
| Cardenales de Lara        | 2-3  | Tigres de Aragua          | José Pérez Colmenares      | 20 de octubre | 5:00 p. m. | Televen         | Béisbol Play |
| Tiburones de La Guaira    | 3-0  | Águilas del Zulia         | Luis Aparicio “El Grande”  | 20 de octubre | 5:00 p. m. | ByM Sport       | Béisbol Play |
| Leones del Caracas        | 9-10 | Navegantes del Magallanes | José Bernardo Pérez        | 20 de octubre | 5:30 p. m. | VV - IVC        | Béisbol Play |

| Cardenales de Lara        | 1-3  | Caribes de Anzoátegui     | Alfonso “Chico” Carrasquel | 22 de octubre | 7:00 p. m. | Canal I              | Béisbol Play |
| Leones del Caracas        | 4-6  | Tigres de Aragua          | José Pérez Colmenares      | 22 de octubre | 7:00 p. m. | ByM Sport            | Béisbol Play |
| Águilas del Zulia         | 5-1  | Navegantes del Magallanes | José Bernardo Pérez        | 22 de octubre | 7:00 p. m. | MTV - IVC            | Béisbol Play |
| Cardenales de Lara        | 5-8  | Caribes de Anzoátegui     | Alfonso “Chico” Carrasquel | 23 de octubre | 7:00 p. m. | 1 Baseball Meridiano | Béisbol Play |
| Navegantes del Magallanes | 7-1  | Leones del Caracas        | Monumental “Simón Bolívar” | 23 de octubre | 7:00 p. m. | IVC - TLVN           | Béisbol Play |
| Bravos de Margarita       | 2-5  | Tiburones de La Guaira    | Universitario de Caracas   | 23 de octubre | 7:00 p. m. | Canal I              | Béisbol Play |
| Águilas del Zulia         | 8-3  | Tigres de Aragua          | José Pérez Colmenares      | 23 de octubre | 7:00 p. m. | ByM Sport            | Béisbol Play |
| Águilas del Zulia         | 5-9  | Leones del Caracas        | Monumental “Simón Bolívar” | 24 de octubre | 7:00 p. m. | 1 Baseball Tves      | Béisbol Play |
| Cardenales de Lara        | 6-10 | Tiburones de La Guaira    | Universitario de Caracas   | 24 de octubre | 7:00 p. m. | Canal I              | Béisbol Play |
| Bravos de Margarita       | 6-1  | Navegantes del Magallanes | José Bernardo Pérez        | 24 de octubre | 7:15 p. m. | ByM Sport            | Béisbol Play |
| Tigres de Aragua          | 8-10 | Caribes de Anzoátegui     | Alfonso “Chico” Carrasquel | 24 de octubre | 8:05 p. m. | IVC                  | Béisbol Play |
| Tigres de Aragua          | 6-5  | Caribes de Anzoátegui     | Alfonso “Chico” Carrasquel | 25 de octubre | 7:00 p. m. | Tves - *IVC*         | Béisbol Play |
| Águilas del Zulia         | 7-8  | Leones del Caracas        | Monumental “Simón Bolívar” | 25 de octubre | 7:00 p. m. | 1 Baseball           | Béisbol Play |
| Bravos de Margarita       | 8-6  | Tiburones de La Guaira    | Universitario de Caracas   | 25 de octubre | 7:00 p. m. | ByM Sport            | Béisbol Play |
| Navegantes del Magallanes | 0-5  | Cardenales de Lara        | Antonio Herrera Gutiérrez  | 25 de octubre | 7:00 p. m. | Venevisión           | Béisbol Play |
| Bravos de Margarita       | 10-5 | Tigres de Aragua          | José Pérez Colmenares      | 26 de octubre | 5:00 p. m. | IVC                  | Béisbol Play |
| Cardenales de Lara        | 16-4 | Navegantes del Magallanes | José Bernardo Pérez        | 26 de octubre | 5:30 p. m. | 1 Baseball           | Béisbol Play |
| Águilas del Zulia         | 0-10 | Tiburones de La Guaira    | Universitario de Caracas   | 26 de octubre | 7:00 p. m. | Televen              | Béisbol Play |
| Navegantes del Magallanes | 4-7  | Tigres de Aragua          | José Pérez Colmenares      | 27 de octubre | 5:00 p. m. | Televen              | Béisbol Play |
| Águilas del Zulia         | 3-4  | Cardenales de Lara        | Antonio Herrera Gutiérrez  | 27 de octubre | 5:00 p. m. | Venevisión           | Béisbol Play |
| Bravos de Margarita       | 5-6  | Tiburones de La Guaira    | Jorge Luis García Carneiro | 27 de octubre | 6:00 p. m. | IVC                  | Béisbol Play |

| Tigres de Aragua          | 2-10 | Bravos de Margarita       | Nueva Esparta “Sector Guatamare” | 29 de octubre  | 1:00 p. m. | IVC                  | Béisbol Play |
| Caribes de Anzoátegui     | 10-4 | Tiburones de La Guaira    | Jorge Luis García Carneiro       | 29 de octubre  | 7:00 p. m. | Canal I              | Béisbol Play |
| Leones del Caracas        | 8-5  | Navegantes del Magallanes | José Bernardo Pérez              | 29 de octubre  | 7:16 p. m. | ByM - MTV 1 Baseball | Béisbol Play |
| Cardenales de Lara        | 12-3 | Águilas del Zulia         | Luis Aparicio “El Grande”        | 29 de octubre  | 7:25 p. m. | Televen              | Béisbol Play |
| Tigres de Aragua          | 2-7  | Bravos de Margarita       | Nueva Esparta “Sector Guatamare” | 30 de octubre  | 1:00 p. m. | IVC                  | Béisbol Play |
| Leones del Caracas        | 6-7  | Tiburones de La Guaira    | Universitario de Caracas         | 30 de octubre  | 7:00 p. m. | 1 Baseball           | Béisbol Play |
| Caribes de Anzoátegui     | 2-3  | Navegantes del Magallanes | José Bernardo Pérez              | 30 de octubre  | 7:00 p. m. | Canal I              | Béisbol Play |
| Cardenales de Lara        | 5-6  | Águilas del Zulia         | Luis Aparicio “El Grande”        | 30 de octubre  | 7:00 p. m. | ByM Sport            | Béisbol Play |
| Tigres de Aragua          | 8-7  | Bravos de Margarita       | Nueva Esparta “Sector Guatamare” | 31 de octubre  | 1:00 p. m. | 1 Baseball           | Béisbol Play |
| Tiburones de La Guaira    | 7-4  | Navegantes del Magallanes | José Bernardo Pérez              | 31 de octubre  | 7:00 p. m. | Canal I              | Béisbol Play |
| Caribes de Anzoátegui     | 2-5  | Cardenales de Lara        | Antonio Herrera Gutiérrez        | 31 de octubre  | 7:00 p. m. | IVC - 1BN            | Béisbol Play |
| Leones del Caracas        | 5-10 | Águilas del Zulia         | Luis Aparicio “El Grande”        | 31 de octubre  | 8:00 p. m. | Tves ByM Sport       | Béisbol Play |
| Tigres de Aragua          | 1-2  | Bravos de Margarita       | Nueva Esparta “Sector Guatamare” | 1 de noviembre | 1:00 p. m. | 1 Baseball           | Béisbol Play |
| Navegantes del Magallanes | 3-2  | Tiburones de La Guaira    | Universitario de Caracas         | 1 de noviembre | 7:00 p. m. | 1 Baseball Tves - VV | Béisbol Play |
| Tiburones de La Guaira    | 7-10 | Bravos de Margarita       | Nueva Esparta “Sector Guatamare” | 2 de noviembre | 1:00 p. m. | IVC                  | Béisbol Play |
| Navegantes del Magallanes | 0-4  | Tigres de Aragua          | José Pérez Colmenares            | 2 de noviembre | 5:00 p. m. | ByM Sport            | Béisbol Play |
| Caribes de Anzoátegui     | 2-8  | Águilas del Zulia         | Luis Aparicio “El Grande”        | 2 de noviembre | 9:05 p. m. | Televen              | Béisbol Play |
| Tiburones de La Guaira    | 7-8  | Bravos de Margarita       | Nueva Esparta “Sector Guatamare” | 3 de noviembre | 1:00 p. m. | IVC                  | Béisbol Play |
| Caribes de Anzoátegui     | 1-2  | Águilas del Zulia         | Luis Aparicio “El Grande”        | 3 de noviembre | 4:00 p. m. | Venevisión           | Béisbol Play |
| Leones del Caracas        | 11-6 | Tigres de Aragua          | José Pérez Colmenares            | 3 de noviembre | 5:00 p. m. | Televen              | Béisbol Play |
| Navegantes del Magallanes | 5-3  | Cardenales de Lara        | Antonio Herrera Gutiérrez        | 3 de noviembre | 7:00 p. m. | ByM Sport            | Béisbol Play |

| Leones del Caracas | 2-6  | Bravos de Margarita    | Nueva Esparta “Sector Guatamare” | 5 de noviembre  | 1:00 p. m. | ByM Sport  | Béisbol Play |
| Tiburones de La Guaira | 12-8 | Caribes de Anzoátegui  | Alfonso “Chico” Carrasquel       | 5 de noviembre  | 7:00 p. m. | Canal I    | Béisbol Play |
| Tigres de Aragua | 5-3  | Cardenales de Lara     | Antonio Herrera Gutiérrez        | 5 de noviembre  | 7:00 p. m. | IVC        | Béisbol Play |
| Leones del Caracas | 0-5  | Bravos de Margarita    | Nueva Esparta “Sector Guatamare” | 6 de noviembre  | 1:00 p. m. | ByM Sport  | Béisbol Play |
| Águilas del Zulia | 12-3 | Tigres de Aragua       | José Pérez Colmenares            | 6 de noviembre  | 7:00 p. m. | 1 Baseball | Béisbol Play |
| Navegantes del Magallanes | 9-5  | Cardenales de Lara     | Antonio Herrera Gutiérrez        | 6 de noviembre  | 7:00 p. m. | IVC - MTV  | Béisbol Play |
| Tiburones de La Guaira | 5-6  | Caribes de Anzoátegui  | Alfonso “Chico” Carrasquel       | 6 de noviembre  | 8:22 p. m. | Canal I    | Béisbol Play |
| Águilas del Zulia | 13-4 | Caribes de Anzoátegui  | Alfonso “Chico” Carrasquel       | 7 de noviembre  | 7:00 p. m. | Canal I    | Béisbol Play |
| Tiburones tuvo su primer descanso. — Leones, Navegantes y Cardenales disputaron del 8 al 10 de noviembre en Miami, el Choque de Gigantes.  |      |                        |                                  |                 |            |            |              |
| Águilas del Zulia | 6-3  | Caribes de Anzoátegui  | Alfonso “Chico” Carrasquel       | 8 de noviembre  | 7:00 p. m. | Venevisión | Béisbol Play |
| Bravos de Margarita | 3-5  | Tigres de Aragua       | José Pérez Colmenares            | 8 de noviembre  | 7:00 p. m. | ByM Sport  | Béisbol Play |
| Tiburones tuvo su segundo descanso. — Leones, Navegantes y Cardenales disputaron del 8 al 10 de noviembre en Miami, el Choque de Gigantes. |      |                        |                                  |                 |            |            |              |
| Águilas del Zulia | 5-4  | Caribes de Anzoátegui  | Alfonso “Chico” Carrasquel       | 9 de noviembre  | 5:30 p. m. | ByM Sport  | Béisbol Play |
| Bravos de Margarita | 3-0  | Tiburones de La Guaira | Jorge Luis García Carneiro       | 9 de noviembre  | 5:30 p. m. | 1 Baseball | Béisbol Play |
| Tigres estuvo en descanso. — Leones, Navegantes y Cardenales continuaron con la disputa en Miami del Choque de Gigantes.                   |      |                        |                                  |                 |            |            |              |
| Águilas del Zulia | 5-6  | Caribes de Anzoátegui  | Alfonso “Chico” Carrasquel       | 10 de noviembre | 1:00 p. m. | ByM Sport  | Béisbol Play |
| Tigres de Aragua | 7-8  | Tiburones de La Guaira | Jorge Luis García Carneiro       | 10 de noviembre | 5:30 p. m. | Venevisión | Béisbol Play |
| Bravos estuvo en descanso. — Leones, Navegantes y Cardenales han finalizado la disputa en Miami del Choque de Gigantes.                    |      |                        |                                  |                 |            |            |              |

| *11 de noviembre* — — Jornada libre en la Liga Venezolana de Béisbol Profesional. |      |                        |                                  |                 |            |                      |              |
| Tiburones de La Guaira                                                            | 4-7  | Bravos de Margarita    | Nueva Esparta “Sector Guatamare” | 12 de noviembre | 1:00 p. m. | Canal I              | Béisbol Play |
| Caribes de Anzoátegui                                                             | 6-10 | Leones del Caracas     | Monumental “Simón Bolívar”       | 12 de noviembre | 7:00 p. m. | MTV - IVC            | Béisbol Play |
| Navegantes del Magallanes                                                         | 7-5  | Cardenales de Lara     | Antonio Herrera Gutiérrez        | 12 de noviembre | 7:00 p. m. | ByM Sport            | Béisbol Play |
| Tiburones de La Guaira                                                            | 4-5  | Bravos de Margarita    | Nueva Esparta “Sector Guatamare” | 13 de noviembre | 1:00 p. m. | Canal I              | Béisbol Play |
| Caribes de Anzoátegui                                                             | 3-9  | Leones del Caracas     | Monumental “Simón Bolívar”       | 13 de noviembre | 7:00 p. m. | ByM Sport            | Béisbol Play |
| Navegantes del Magallanes                                                         | 8-7  | Bravos de Margarita    | Nueva Esparta “Sector Guatamare” | 14 de noviembre | 1:00 p. m. | Canal I              | Béisbol Play |
| Leones del Caracas                                                                | 14-6 | Tiburones de La Guaira | Universitario de Caracas         | 14 de noviembre | 7:00 p. m. | IVC                  | Béisbol Play |
| Caribes de Anzoátegui                                                             | 3-6  | Cardenales de Lara     | Antonio Herrera Gutiérrez        | 14 de noviembre | 7:00 p. m. | 1 Baseball           | Béisbol Play |
| Navegantes del Magallanes                                                         | 6-12 | Bravos de Margarita    | Nueva Esparta “Sector Guatamare” | 15 de noviembre | 1:00 p. m. | 1 Baseball ByM Sport | Béisbol Play |
| Cardenales de Lara                                                                | 8-1  | Leones del Caracas     | Monumental “Simón Bolívar”       | 15 de noviembre | 7:00 p. m. | Venevisión           | Béisbol Play |
| Tiburones de La Guaira                                                            | 1-7  | Tigres de Aragua       | José Pérez Colmenares            | 15 de noviembre | 7:00 p. m. | 1 Baseball           | Béisbol Play |
| Caribes de Anzoátegui                                                             | 2-12 | Águilas del Zulia      | Luis Aparicio “El Grande”        | 15 de noviembre | 7:00 p. m. | IVC                  | Béisbol Play |
| Navegantes del Magallanes                                                         | 5-3  | Bravos de Margarita    | Nueva Esparta “Sector Guatamare” | 16 de noviembre | 1:00 p. m. | Televen              | Béisbol Play |
| Cardenales de Lara                                                                | 4-9  | Tiburones de La Guaira | Universitario de Caracas         | 16 de noviembre | 3:00 p. m. | IVC                  | Béisbol Play |
| Caribes de Anzoátegui                                                             | 11-3 | Águilas del Zulia      | Luis Aparicio “El Grande”        | 16 de noviembre | 4:00 p. m. | 1 Baseball           | Béisbol Play |
| Leones del Caracas                                                                | 4-5  | Tigres de Aragua       | José Pérez Colmenares            | 16 de noviembre | 5:00 p. m. | ByM Sport            | Béisbol Play |
| Navegantes del Magallanes                                                         | 2-4  | Bravos de Margarita    | Nueva Esparta “Sector Guatamare” | 17 de noviembre | 1:00 p. m. | ByM Sport            | Béisbol Play |
| Tigres de Aragua                                                                  | 2-8  | Leones del Caracas     | Monumental “Simón Bolívar”       | 17 de noviembre | 5:00 p. m. | IVC                  | Béisbol Play |
| Tiburones de La Guaira                                                            | 8-9  | Águilas del Zulia      | Luis Aparicio “El Grande”        | 17 de noviembre | 5:00 p. m. | Televen              | Béisbol Play |
| Caribes de Anzoátegui                                                             | 0-4  | Cardenales de Lara     | Antonio Herrera Gutiérrez        | 17 de noviembre | 5:00 p. m. | Venevisión           | Béisbol Play |
| Caribes de Anzoátegui                                                             | 3-2  | Cardenales de Lara     | Antonio Herrera Gutiérrez        | 17 de noviembre | 7:50 p. m. | 1 Baseball           | Béisbol Play |

| Tiburones de La Guaira    | 4-8   | Águilas del Zulia         | Luis Aparicio “El Grande”        | *18 de noviembre* | 1:00 p. m.  | Televen 1 Baseball | Béisbol Play |
| Caribes de Anzoátegui     | 6-3   | Tigres de Aragua          | José Pérez Colmenares            | *18 de noviembre* | 7:00 p. m.  | ByM Sport          | Béisbol Play |
| Bravos de Margarita       | 7-5   | Cardenales de Lara        | Antonio Herrera Gutiérrez        | 19 de noviembre   | 7:00 p. m.  | Canal I            | Béisbol Play |
| Navegantes del Magallanes | 18-3  | Leones del Caracas        | Monumental “Simón Bolívar”       | 19 de noviembre   | 7:30 p. m.  | 1BN - IVC          | Béisbol Play |
| Águilas del Zulia         | 10-12 | Navegantes del Magallanes | José Bernardo Pérez              | 20 de noviembre   | 6:00 p. m.  | Canal I            | Béisbol Play |
| Bravos de Margarita       | 13-8  | Leones del Caracas        | Monumental “Simón Bolívar”       | 20 de noviembre   | 7:00 p. m.  | MTV - IVC          | Béisbol Play |
| Cardenales de Lara        | 5-2   | Tiburones de La Guaira    | Jorge Luis García Carneiro       | 20 de noviembre   | 7:00 p. m.  | ByM Sport          | Béisbol Play |
| Cardenales de Lara        | 7-2   | Caribes de Anzoátegui     | Alfonso “Chico” Carrasquel       | 21 de noviembre   | 7:00 p. m.  | 1 Baseball         | Béisbol Play |
| Navegantes del Magallanes | 0-7   | Tiburones de La Guaira    | Universitario de Caracas         | 21 de noviembre   | 7:00 p. m.  | Canal I            | Béisbol Play |
| Leones del Caracas        | 10-4  | Tigres de Aragua          | José Pérez Colmenares            | 21 de noviembre   | 7:00 p. m.  | ByM Sport          | Béisbol Play |
| Águilas del Zulia         | 6-10  | Bravos de Margarita       | Nueva Esparta “Sector Guatamare” | 22 de noviembre   | 1:00 p. m.  | 1 Baseball         | Béisbol Play |
| Cardenales de Lara        | 7-12  | Caribes de Anzoátegui     | Alfonso “Chico” Carrasquel       | 22 de noviembre   | 7:00 p. m.  | ByM Sport          | Béisbol Play |
| Tigres de Aragua          | 3-5   | Leones del Caracas        | Monumental “Simón Bolívar”       | 22 de noviembre   | 7:00 p. m.  | Venevisión         | Béisbol Play |
| Tiburones de La Guaira    | 9-5   | Navegantes del Magallanes | José Bernardo Pérez              | 22 de noviembre   | 7:25 p. m.  | IVC                | Béisbol Play |
| Águilas del Zulia         | 2-4   | Bravos de Margarita       | Nueva Esparta “Sector Guatamare” | 23 de noviembre   | 1:00 p. m.  | ByM Sport          | Béisbol Play |
| Navegantes del Magallanes | 3-1   | Tigres de Aragua          | José Pérez Colmenares            | 23 de noviembre   | 5:00 p. m.  | IVC                | Béisbol Play |
| Leones del Caracas        | 5-6   | Caribes de Anzoátegui     | Alfonso “Chico” Carrasquel       | 23 de noviembre   | 5:15 p. m.  | Televen            | Béisbol Play |
| Cardenales de Lara        | 9-6   | Tiburones de La Guaira    | Universitario de Caracas         | 23 de noviembre   | 7:00 p. m.  | 1 Baseball         | Béisbol Play |
| Leones del Caracas        | 7-2   | Caribes de Anzoátegui     | Alfonso “Chico” Carrasquel       | 23 de noviembre   | 9:55 p. m.  | ByM Sport          | Béisbol Play |
| Águilas del Zulia         | 6-0   | Bravos de Margarita       | Nueva Esparta “Sector Guatamare” | 24 de noviembre   | 11:00 a. m. | ByM Sport          | Béisbol Play |
| Cardenales de Lara        | 10-4  | Tigres de Aragua          | José Pérez Colmenares            | 24 de noviembre   | 5:30 p. m.  | Venevisión         | Béisbol Play |
| Tiburones de La Guaira    | 11-6  | Navegantes del Magallanes | José Bernardo Pérez              | 24 de noviembre   | 5:30 p. m.  | IVC                | Béisbol Play |
| Leones del Caracas        | 8-3   | Caribes de Anzoátegui     | Alfonso “Chico” Carrasquel       | 24 de noviembre   | 7:55 p. m.  | Televen            | Béisbol Play |

| Tigres de Aragua          | 0-3   | Águilas del Zulia         | Luis Aparicio “El Grande”  | 26 de noviembre | 5:00 p. m. | Canal I              | Béisbol Play |
| Bravos de Margarita       | 2-0   | Navegantes del Magallanes | José Bernardo Pérez        | 26 de noviembre | 5:30 p. m. | 1BN - MTV            | Béisbol Play |
| Caribes de Anzoátegui     | 3-5   | Leones del Caracas        | Monumental “Simón Bolívar” | 26 de noviembre | 7:00 p. m. | IVC                  | Béisbol Play |
| Tiburones de La Guaira    | 4-11  | Cardenales de Lara        | Antonio Herrera Gutiérrez  | 26 de noviembre | 7:00 p. m. | ByM Sport            | Béisbol Play |
| Tigres de Aragua          | 15-4  | Águilas del Zulia         | Luis Aparicio “El Grande”  | 26 de noviembre | 7:30 p. m. | Béisbol Play         | Béisbol Play |
| Bravos de Margarita       | 3-12  | Navegantes del Magallanes | José Bernardo Pérez        | 26 de noviembre | 9:15 p. m. | MTV - 1BN            | Béisbol Play |
| Caribes de Anzoátegui     | 6-3   | Tiburones de La Guaira    | Jorge Luis García Carneiro | 27 de noviembre | 7:00 p. m. | MTV - IVC            | Béisbol Play |
| Navegantes del Magallanes | 2-4   | Leones del Caracas        | Monumental “Simón Bolívar” | 27 de noviembre | 7:00 p. m. | Venevisión ByM Sport | Béisbol Play |
| Bravos de Margarita       | 5-14  | Cardenales de Lara        | Antonio Herrera Gutiérrez  | 27 de noviembre | 7:00 p. m. | 1 Baseball           | Béisbol Play |
| Tigres de Aragua          | 10-16 | Águilas del Zulia         | Luis Aparicio “El Grande”  | 27 de noviembre | 7:00 p. m. | Canal I              | Béisbol Play |
| Leones del Caracas        | 11-3  | Tiburones de La Guaira    | Universitario de Caracas   | 28 de noviembre | 7:00 p. m. | IVC                  | Béisbol Play |
| Caribes de Anzoátegui     | 3-7   | Navegantes del Magallanes | José Bernardo Pérez        | 28 de noviembre | 7:00 p. m. | ByM Sport            | Béisbol Play |
| Tigres de Aragua          | 8-3   | Cardenales de Lara        | Antonio Herrera Gutiérrez  | 28 de noviembre | 7:00 p. m. | Canal I              | Béisbol Play |
| Bravos de Margarita       | 4-8   | Águilas del Zulia         | Luis Aparicio “El Grande”  | 28 de noviembre | 7:00 p. m. | 1 Baseball           | Béisbol Play |
| Leones del Caracas        | 2-5   | Cardenales de Lara        | Antonio Herrera Gutiérrez  | 29 de noviembre | 5:35 p. m. | 1 Baseball           | Béisbol Play |
| Tiburones de La Guaira    | 3-6   | Tigres de Aragua          | José Pérez Colmenares      | 29 de noviembre | 7:00 p. m. | IVC                  | Béisbol Play |
| Caribes de Anzoátegui     | 10-5  | Navegantes del Magallanes | José Bernardo Pérez        | 29 de noviembre | 7:00 p. m. | Venevisión           | Béisbol Play |
| Bravos de Margarita       | 9-10  | Águilas del Zulia         | Luis Aparicio “El Grande”  | 29 de noviembre | 7:00 p. m. | ByM Sport            | Béisbol Play |
| Leones del Caracas        | 7-8   | Cardenales de Lara        | Antonio Herrera Gutiérrez  | 29 de noviembre | 8:25 p. m. | 1 Baseball           | Béisbol Play |
| Leones del Caracas        | 0-2   | Cardenales de Lara        | Antonio Herrera Gutiérrez  | 30 de noviembre | 5:00 p. m. | Televen              | Béisbol Play |
| Caribes de Anzoátegui     | 1-10  | Navegantes del Magallanes | José Bernardo Pérez        | 30 de noviembre | 5:30 p. m. | ByM Sport            | Béisbol Play |
| Águilas del Zulia         | 7-13  | Tiburones de La Guaira    | Universitario de Caracas   | 30 de noviembre | 7:00 p. m. | IVC                  | Béisbol Play |
| Bravos de Margarita       | 0-11  | Tigres de Aragua          | José Pérez Colmenares      | 30 de noviembre | 7:00 p. m. | 1 Baseball           | Béisbol Play |
| Águilas del Zulia         | 4-9   | Tiburones de La Guaira    | Jorge Luis García Carneiro | 1 de diciembre  | 5:30 p. m. | ByM Sport            | Béisbol Play |
| Cardenales de Lara        | 11-7  | Tigres de Aragua          | José Pérez Colmenares      | 1 de diciembre  | 5:30 p. m. | Venevisión           | Béisbol Play |
| Leones del Caracas        | 8-7   | Navegantes del Magallanes | José Bernardo Pérez        | 1 de diciembre  | 5:30 p. m. | TLVN - IVC           | Béisbol Play |

| 2 de diciembre — Vigésimo segundo (22do) Festival del Home Run “Pepsi” en el Estadio Monumental “Simón Bolívar” |       |                           |                                  |                |            |                      |              |
| Águilas del Zulia                                                                                               | 4-10  | Navegantes del Magallanes | José Bernardo Pérez              | 3 de diciembre | 5:35 p. m. | 1 Baseball           | Béisbol Play |
| Cardenales de Lara                                                                                              | 7-6   | Bravos de Margarita       | Nueva Esparta “Sector Guatamare” | 3 de diciembre | 7:00 p. m. | IVC - MTV            | Béisbol Play |
| Tigres de Aragua                                                                                                | 7-9   | Caribes de Anzoátegui     | Alfonso “Chico” Carrasquel       | 3 de diciembre | 7:00 p. m. | ByM Sport            | Béisbol Play |
| Tiburones de La Guaira                                                                                          | 10-1  | Leones del Caracas        | Monumental “Simón Bolívar”       | 3 de diciembre | 7:00 p. m. | Canal I              | Béisbol Play |
| Águilas del Zulia                                                                                               | 1-4   | Navegantes del Magallanes | José Bernardo Pérez              | 3 de diciembre | 8:50 p. m. | 1 Baseball           | Béisbol Play |
| Cardenales de Lara                                                                                              | 12-4  | Bravos de Margarita       | Nueva Esparta “Sector Guatamare” | 4 de diciembre | 7:00 p. m. | Canal I              | Béisbol Play |
| Tigres de Aragua                                                                                                | 3-5   | Caribes de Anzoátegui     | Alfonso “Chico” Carrasquel       | 4 de diciembre | 7:25 p. m. | ByM Sport            | Béisbol Play |
| Navegantes del Magallanes                                                                                       | 3-4   | Tiburones de La Guaira    | Universitario de Caracas         | 4 de diciembre | 8:35 p. m. | 1 Baseball           | Béisbol Play |
| Águilas del Zulia                                                                                               | 7-0   | Leones del Caracas        | Monumental “Simón Bolívar”       | 4 de diciembre | 9:30 p. m. | IVC - MTV            | Béisbol Play |
| Cardenales de Lara                                                                                              | 4-1   | Bravos de Margarita       | Nueva Esparta “Sector Guatamare” | 5 de diciembre | 5:05 p. m. | ByM Sport            | Béisbol Play |
| Tiburones de La Guaira                                                                                          | 3-5   | Caribes de Anzoátegui     | Alfonso “Chico” Carrasquel       | 5 de diciembre | 7:00 p. m. | Canal I              | Béisbol Play |
| Navegantes del Magallanes                                                                                       | 8-6   | Leones del Caracas        | Monumental “Simón Bolívar”       | 5 de diciembre | 7:00 p. m. | 1 Baseball Televen   | Béisbol Play |
| Águilas del Zulia                                                                                               | 10-2  | Tigres de Aragua          | José Pérez Colmenares            | 5 de diciembre | 7:00 p. m. | IVC                  | Béisbol Play |
| Cardenales de Lara                                                                                              | 3-4   | Bravos de Margarita       | Nueva Esparta “Sector Guatamare” | 5 de diciembre | 7:40 p. m. | ByM Sport            | Béisbol Play |
| Tiburones de La Guaira                                                                                          | 17-8  | Caribes de Anzoátegui     | Alfonso “Chico” Carrasquel       | 6 de diciembre | 7:00 p. m. | 1 Baseball           | Béisbol Play |
| Águilas del Zulia                                                                                               | 3-1   | Tigres de Aragua          | José Pérez Colmenares            | 6 de diciembre | 7:00 p. m. | IVC - Tves           | Béisbol Play |
| Leones del Caracas                                                                                              | 8-7   | Navegantes del Magallanes | José Bernardo Pérez              | 6 de diciembre | 7:00 p. m. | ByM Sport Venevisión | Béisbol Play |
| Bravos de Margarita                                                                                             | 9-13  | Leones del Caracas        | Monumental “Simón Bolívar”       | 7 de diciembre | 5:00 p. m. | ByM Sport            | Béisbol Play |
| Navegantes del Magallanes                                                                                       | 18-3  | Caribes de Anzoátegui     | Alfonso “Chico” Carrasquel       | 7 de diciembre | 5:30 p. m. | Televen              | Béisbol Play |
| Tigres de Aragua                                                                                                | 14-10 | Tiburones de La Guaira    | Universitario de Caracas         | 7 de diciembre | 7:00 p. m. | 1 Baseball           | Béisbol Play |
| Águilas del Zulia                                                                                               | 1-2   | Cardenales de Lara        | Antonio Herrera Gutiérrez        | 7 de diciembre | 7:00 p. m. | IVC                  | Béisbol Play |
| Navegantes del Magallanes                                                                                       | 12-8  | Caribes de Anzoátegui     | Alfonso “Chico” Carrasquel       | 8 de diciembre | 1:00 p. m. | Venevisión           | Béisbol Play |
| Águilas del Zulia                                                                                               | 1-5   | Cardenales de Lara        | Antonio Herrera Gutiérrez        | 8 de diciembre | 1:00 p. m. | IVC                  | Béisbol Play |
| Bravos de Margarita                                                                                             | 7-3   | Leones del Caracas        | Monumental “Simón Bolívar”       | 8 de diciembre | 5:00 p. m. | ByM Sport            | Béisbol Play |
| Tiburones de La Guaira                                                                                          | 6-2   | Tigres de Aragua          | José Pérez Colmenares            | 8 de diciembre | 5:00 p. m. | Televen              | Béisbol Play |

| Leones del Caracas | 9-1  | Caribes de Anzoátegui     | Alfonso “Chico” Carrasquel       | 9 de diciembre  | 7:00 p. m. | 1 Baseball     | Béisbol Play |
| Bravos de Margarita | 6-7  | Tigres de Aragua          | José Pérez Colmenares            | 9 de diciembre  | 7:00 p. m. | ByM Sport      | Béisbol Play |
| 10 de diciembre — Jornada libre para los ocho (8) equipos y la LVBP en general. — Juego de las Estrellas en su edición 53. |      |                           |                                  |                 |            |                |              |
| Tiburones de La Guaira | 4-12 | Leones del Caracas        | Monumental “Simón Bolívar”       | 11 de diciembre | 7:00 p. m. | Canal I        | Béisbol Play |
| Cardenales de Lara | 1-2  | Tigres de Aragua          | José Pérez Colmenares            | 11 de diciembre | 7:00 p. m. | MTV - IVC      | Béisbol Play |
| Navegantes del Magallanes                                                                                                  | 3-8  | Águilas del Zulia         | Luis Aparicio “El Grande”        | 11 de diciembre | 7:00 p. m. | ByM Sport      | Béisbol Play |
| Cardenales de Lara | 2-5  | Leones del Caracas        | Monumental “Simón Bolívar”       | 12 de diciembre | 7:00 p. m. | 1 Baseball     | Béisbol Play |
| Tigres de Aragua | 12-4 | Tiburones de La Guaira    | Jorge Luis García Carneiro       | 12 de diciembre | 7:00 p. m. | Canal I        | Béisbol Play |
| Navegantes del Magallanes                                                                                                  | 5-8  | Águilas del Zulia         | Luis Aparicio “El Grande”        | 12 de diciembre | 7:00 p. m. | ByM Sport      | Béisbol Play |
| Caribes de Anzoátegui | 0-1  | Bravos de Margarita       | Nueva Esparta “Sector Guatamare” | 12 de diciembre | 7:10 p. m. | IVC            | Béisbol Play |
| Caribes de Anzoátegui | 2-6  | Bravos de Margarita       | Nueva Esparta “Sector Guatamare” | 13 de diciembre | 7:00 p. m. | 1 Baseball     | Béisbol Play |
| Tigres de Aragua | 4-8  | Navegantes del Magallanes | José Bernardo Pérez              | 13 de diciembre | 7:00 p. m. | Venevisión     | Béisbol Play |
| Leones del Caracas | 0-13 | Cardenales de Lara        | Antonio Herrera Gutiérrez        | 13 de diciembre | 7:00 p. m. | Tves ByM Sport | Béisbol Play |
| Caribes de Anzoátegui | 6-4  | Bravos de Margarita       | Nueva Esparta “Sector Guatamare” | 14 de diciembre | 5:00 p. m. | 1 Baseball     | Béisbol Play |
| Leones del Caracas | 0-2  | Águilas del Zulia         | Luis Aparicio “El Grande”        | 14 de diciembre | 5:05 p. m. | Televen        | Béisbol Play |
| Cardenales de Lara | 4-7  | Navegantes del Magallanes | José Bernardo Pérez              | 14 de diciembre | 5:35 p. m. | ByM Sport      | Béisbol Play |
| Tigres de Aragua | 10-7 | Tiburones de La Guaira    | Universitario de Caracas         | 14 de diciembre | 7:00 p. m. | IVC            | Béisbol Play |
| Leones del Caracas | 5-4  | Águilas del Zulia         | Luis Aparicio “El Grande”        | 14 de diciembre | 7:44 p. m. | Televen        | Béisbol Play |
| Cardenales de Lara | 5-4  | Navegantes del Magallanes | José Bernardo Pérez              | 14 de diciembre | 8:55 p. m. | ByM Sport      | Béisbol Play |
| Caribes de Anzoátegui | 11-1 | Bravos de Margarita       | Nueva Esparta “Sector Guatamare” | 15 de diciembre | 1:00 p. m. | ByM Sport      | Béisbol Play |
| Navegantes del Magallanes                                                                                                  | 3-10 | Tigres de Aragua          | José Pérez Colmenares            | 15 de diciembre | 5:00 p. m. | IVC            | Béisbol Play |
| Leones del Caracas | 7-8  | Águilas del Zulia         | Luis Aparicio “El Grande”        | 15 de diciembre | 5:00 p. m. | Televen        | Béisbol Play |
| Tiburones de La Guaira | 0-4  | Cardenales de Lara        | Antonio Herrera Gutiérrez        | 15 de diciembre | 7:00 p. m. | Venevisión     | Béisbol Play |

| Tigres de Aragua          | 6-9   | Águilas del Zulia         | Luis Aparicio “El Grande”        | 16 de diciembre | 7:00 p. m. | 1 Baseball Meridiano | Béisbol Play |
| Águilas del Zulia         | 10-11 | Bravos de Margarita       | Nueva Esparta “Sector Guatamare” | 17 de diciembre | 5:00 p. m. | ByM Sport            | Béisbol Play |
| Navegantes del Magallanes | 10-5  | Caribes de Anzoátegui     | Alfonso “Chico” Carrasquel       | 17 de diciembre | 7:00 p. m. | Canal I              | Béisbol Play |
| Leones del Caracas        | 10-8  | Tiburones de La Guaira    | Universitario de Caracas         | 17 de diciembre | 7:00 p. m. | IVC - MTV            | Béisbol Play |
| Tigres de Aragua          | 3-7   | Cardenales de Lara        | Antonio Herrera Gutiérrez        | 17 de diciembre | 7:00 p. m. | 1 Baseball           | Béisbol Play |
| Leones del Caracas        | 7-14  | Bravos de Margarita       | Nueva Esparta “Sector Guatamare” | 18 de diciembre | 7:00 p. m. | ByM Sport            | Béisbol Play |
| Navegantes del Magallanes | 5-6   | Caribes de Anzoátegui     | Alfonso “Chico” Carrasquel       | 18 de diciembre | 7:00 p. m. | Meridiano 1 Baseball | Béisbol Play |
| Tigres de Aragua          | 7-4   | Cardenales de Lara        | Antonio Herrera Gutiérrez        | 18 de diciembre | 7:00 p. m. | IVC                  | Béisbol Play |
| Leones del Caracas        | 4-7   | Bravos de Margarita       | Nueva Esparta “Sector Guatamare” | 19 de diciembre | 7:00 p. m. | 1 Baseball           | Béisbol Play |
| Tiburones de La Guaira    | 5-6   | Tigres de Aragua          | José Pérez Colmenares            | 19 de diciembre | 7:00 p. m. | IVC                  | Béisbol Play |
| Cardenales de Lara        | 3-2   | Águilas del Zulia         | Luis Aparicio “El Grande”        | 19 de diciembre | 7:00 p. m. | Canal I              | Béisbol Play |
| Bravos de Margarita       | 5-4   | Caribes de Anzoátegui     | Alfonso “Chico” Carrasquel       | 20 de diciembre | 7:00 p. m. | 1 Baseball           | Béisbol Play |
| Tiburones de La Guaira    | 4-1   | Leones del Caracas        | Monumental “Simón Bolívar”       | 20 de diciembre | 7:00 p. m. | Tves - IVC           | Béisbol Play |
| Tigres de Aragua          | 6-8   | Navegantes del Magallanes | José Bernardo Pérez              | 20 de diciembre | 7:00 p. m. | Venevisión           | Béisbol Play |
| Cardenales de Lara        | 4-5   | Águilas del Zulia         | Luis Aparicio “El Grande”        | 20 de diciembre | 7:00 p. m. | ByM Sport            | Béisbol Play |
| Tiburones de La Guaira    | 7-4   | Leones del Caracas        | Monumental “Simón Bolívar”       | 21 de diciembre | 5:00 p. m. | 1 Baseball           | Béisbol Play |
| Bravos de Margarita       | 12-9  | Caribes de Anzoátegui     | Alfonso “Chico” Carrasquel       | 21 de diciembre | 5:30 p. m. | 1 Baseball           | Béisbol Play |
| Águilas del Zulia         | 6-7   | Cardenales de Lara        | Antonio Herrera Gutiérrez        | 21 de diciembre | 5:30 p. m. | ByM Sport            | Béisbol Play |
| Tigres de Aragua          | 4-2   | Navegantes del Magallanes | José Bernardo Pérez              | 21 de diciembre | 6:00 p. m. | MTV - IVC            | Béisbol Play |

| Tiburones de La Guaira | 8-9 | Leones del Caracas | Monumental “Simón Bolívar” | 22 de diciembre | 5:00 p. m. | 1 Baseball IVC - TLVN | Béisbol Play |

## Serie del Comodín

### Tabla de posiciones
Actualizado al 23 de diciembre de 2024.
| Serie del Comodín          | Serie del Comodín | Serie del Comodín | Serie del Comodín | Serie del Comodín | Serie del Comodín | Serie del Comodín | Serie del Comodín | Serie del Comodín | Serie del Comodín | Serie del Comodín | Serie del Comodín | Serie del Comodín | Serie del Comodín |
| Equipo                     | PD                | PG                | PP                | AVG               | VTJ               | Racha             | Últ. 02           | Local             | Visita            | CA                | CP                | DC                |                   |
| -------------------------- | ----------------- | ----------------- | ----------------- | ----------------- | ----------------- | ----------------- | ----------------- | ----------------- | ----------------- | ----------------- | ----------------- | ----------------- | ----------------- |
| (*) Tigres de Aragua (*)   | 1                 | 1                 | 0                 | 1.000             | -                 | G1                | 1 - 0             | 1 - 0             | 0 - 0             | 10                | 2                 | +8                |                   |
| (-) Leones del Caracas (-) | 1                 | 0                 | 1                 | 0.000             | 1                 | P1                | 0 - 1             | 0 - 0             | 0 - 1             | 2                 | 10                | -8                |                   |

|  |                                     |
|  | (*) Clasificado al Round Robin. (*) |

|  |                                           |
|  | (-) Equipo eliminado de la 2024-2025. (-) |

### Calendario de juegos
| Leones del Caracas | 2-10 | Tigres de Aragua | José Pérez Colmenares | 23 de diciembre | 7:00 p. m. | Venevisión 1 Baseball | Béisbol Play |

## Round Robin

### Tabla de posiciones
Actualizado al 18 de enero de 2025.
| Round Robin                       | Round Robin | Round Robin | Round Robin | Round Robin | Round Robin | Round Robin | Round Robin | Round Robin | Round Robin | Round Robin | Round Robin | Round Robin | Round Robin |
| Equipo                            | PD          | PG          | PP          | AVG         | VTJ         | Racha       | Últ. 10     | Local       | Visita      | CA          | CP          | DC          |             |
| --------------------------------- | ----------- | ----------- | ----------- | ----------- | ----------- | ----------- | ----------- | ----------- | ----------- | ----------- | ----------- | ----------- | ----------- |
| (*) Cardenales de Lara (*)        | 16          | 11          | 5           | .688        | -           | P1          | 5 - 5       | 6 - 2       | 5 - 3       | 111         | 68          | +43         |             |
| (*) Bravos de Margarita (*)       | 16          | 11          | 5           | .688        | -           | G4          | 8 - 2       | 4 - 4       | 7 - 1       | 75          | 52          | +23         |             |
| (+) Águilas del Zulia (+)         | 16          | 7           | 9           | .438        | 4           | G1          | 4 - 6       | 4 - 4       | 3 - 5       | 65          | 94          | -29         |             |
| (+) Navegantes del Magallanes (+) | 16          | 6           | 10          | .375        | 5           | P1          | 5 - 5       | 4 - 4       | 2 - 6       | 92          | 104         | -12         |             |
| (+) Tigres de Aragua (+)          | 16          | 5           | 11          | .313        | 6           | G1          | 4 - 6       | 2 - 6       | 3 - 5       | 72          | 97          | -25         |             |

|  |                                        |
|  | (*) Clasificados a la Serie Final. (*) |

|  |                                             |
|  | (+) Equipos eliminados de la 2024-2025. (+) |

### Calendario de juegos
| Navegantes del Magallanes | 0-1  | Bravos de Margarita       | Nueva Esparta “Sector Guatamare” | 27 de diciembre | 7:07 p. m. | ByM Sport IVC - Tves  | Béisbol Play | Águilas del Zulia  |
| Tigres de Aragua          | 7-11 | Cardenales de Lara        | Antonio Herrera Gutiérrez        | 27 de diciembre | 7:10 p. m. | 1 Baseball Venevisión | Béisbol Play | Águilas del Zulia  |
| Águilas del Zulia         | 2-4  | Cardenales de Lara        | Antonio Herrera Gutiérrez        | 28 de diciembre | 5:33 p. m. | Televen ByM Sport     | Béisbol Play | Tigres de Aragua   |
| Navegantes del Magallanes | 5-12 | Bravos de Margarita       | Nueva Esparta “Sector Guatamare” | 28 de diciembre | 7:07 p. m. | 1 Baseball IVC        | Béisbol Play | Tigres de Aragua   |
| Tigres de Aragua          | 7-5  | Navegantes del Magallanes | José Bernardo Pérez              | 29 de diciembre | 5:35 p. m. | IVC Televen           | Béisbol Play | Cardenales de Lara |
| Águilas del Zulia         | 3-1  | Bravos de Margarita       | Nueva Esparta “Sector Guatamare” | 29 de diciembre | 7:05 p. m. | ByM Sport Venevisión  | Béisbol Play | Cardenales de Lara |

| Águilas del Zulia | 4-1  | Bravos de Margarita       | Nueva Esparta “Sector Guatamare” | 30 de diciembre | 5:00 p. m. | Canal I 1 Baseball    | Béisbol Play | Navegantes del Magallanes |
| Cardenales de Lara | 5-4  | Tigres de Aragua          | José Pérez Colmenares            | 30 de diciembre | 7:00 p. m. | ByM Sport MTV - IVC   | Béisbol Play | Navegantes del Magallanes |
| 31 de diciembre — Jornada libre para los cinco (5) equipos y la Liga Venezolana de Béisbol Profesional en general. — Fin del año 2024. |      |                           |                                  |                 |            |                       |              |                           |
| 1 de enero — Jornada libre para los cinco (5) equipos y la Liga Venezolana de Béisbol Profesional en general. — Comienzo del año 2025. |      |                           |                                  |                 |            |                       |              |                           |
| Águilas del Zulia | 4-2  | Tigres de Aragua          | José Pérez Colmenares            | 2 de enero      | 7:07 p. m. | 1 Baseball Canal I    | Béisbol Play | Bravos de Margarita       |
| Cardenales de Lara | 12-7 | Navegantes del Magallanes | José Bernardo Pérez              | 2 de enero      | 7:10 p. m. | IVC - MTV ByM Sport   | Béisbol Play | Bravos de Margarita       |
| Bravos de Margarita | 1-5  | Navegantes del Magallanes | José Bernardo Pérez              | 3 de enero      | 6:00 p. m. | IVC ByM Sport         | Béisbol Play | Águilas del Zulia         |
| Cardenales de Lara | 4-1  | Tigres de Aragua          | José Pérez Colmenares            | 3 de enero      | 7:00 p. m. | Venevisión Tves - 1BN | Béisbol Play | Águilas del Zulia         |
| Navegantes del Magallanes | 3-7  | Cardenales de Lara        | Antonio Herrera Gutiérrez        | 4 de enero      | 6:36 p. m. | ByM Sport IVC         | Béisbol Play | Tigres de Aragua          |
| Bravos de Margarita | 12-3 | Águilas del Zulia         | Luis Aparicio “El Grande”        | 4 de enero      | 7:05 p. m. | 1 Baseball Televen    | Béisbol Play | Tigres de Aragua          |
| Navegantes del Magallanes | 10-0 | Tigres de Aragua          | José Pérez Colmenares            | 5 de enero      | 5:05 p. m. | ByM Sport Televen     | Béisbol Play | Cardenales de Lara        |
| Bravos de Margarita | 3-1  | Águilas del Zulia         | Luis Aparicio “El Grande”        | 5 de enero      | 5:05 p. m. | Venevisión IVC        | Béisbol Play | Cardenales de Lara        |

| Tigres de Aragua          | 0-5  | Águilas del Zulia         | Luis Aparicio “El Grande”        | 6 de enero  | 7:05 p. m. | TLVN - IVC ByM Sport  | Béisbol Play | Navegantes del Magallanes |
| Bravos de Margarita       | 4-3  | Cardenales de Lara        | Antonio Herrera Gutiérrez        | 6 de enero  | 7:07 p. m. | 1 Baseball Canal I    | Béisbol Play | Navegantes del Magallanes |
| Cardenales de Lara        | 7-11 | Navegantes del Magallanes | José Bernardo Pérez              | 7 de enero  | 7:00 p. m. | 1 Baseball IVC - MTV  | Béisbol Play | Bravos de Margarita       |
| Tigres de Aragua          | 5-8  | Águilas del Zulia         | Luis Aparicio “El Grande”        | 7 de enero  | 7:10 p. m. | Canal I ByM Sport     | Béisbol Play | Bravos de Margarita       |
| Navegantes del Magallanes | 0-5  | Tigres de Aragua          | José Pérez Colmenares            | 8 de enero  | 7:00 p. m. | ByM Sport Canal I     | Béisbol Play | Águilas del Zulia         |
| Cardenales de Lara        | 1-2  | Bravos de Margarita       | Nueva Esparta “Sector Guatamare” | 8 de enero  | 7:35 p. m. | MTV - IVC 1 Baseball  | Béisbol Play | Águilas del Zulia         |
| Cardenales de Lara        | 10-3 | Bravos de Margarita       | Nueva Esparta “Sector Guatamare” | 9 de enero  | 6:05 p. m. | IVC ByM Sport         | Béisbol Play | Tigres de Aragua          |
| Águilas del Zulia         | 4-17 | Navegantes del Magallanes | José Bernardo Pérez              | 9 de enero  | 7:07 p. m. | Canal I 1 Baseball    | Béisbol Play | Tigres de Aragua          |
| Águilas del Zulia         | 8-9  | Navegantes del Magallanes | José Bernardo Pérez              | 10 de enero | 7:06 p. m. | ByM - Tves Venevisión | Béisbol Play | Cardenales de Lara        |
| Tigres de Aragua          | 2-3  | Bravos de Margarita       | Nueva Esparta “Sector Guatamare” | 10 de enero | 7:08 p. m. | IVC 1 Baseball        | Béisbol Play | Cardenales de Lara        |
| Tigres de Aragua          | 4-3  | Bravos de Margarita       | Nueva Esparta “Sector Guatamare” | 11 de enero | 5:00 p. m. | Televen ByM Sport     | Béisbol Play | Navegantes del Magallanes |
| Águilas del Zulia         | 6-15 | Cardenales de Lara        | Antonio Herrera Gutiérrez        | 11 de enero | 6:00 p. m. | 1 Baseball IVC        | Béisbol Play | Navegantes del Magallanes |
| Águilas del Zulia         | 0-6  | Tigres de Aragua          | José Pérez Colmenares            | 12 de enero | 5:00 p. m. | Venevisión IVC        | Béisbol Play | Bravos de Margarita       |
| Navegantes del Magallanes | 3-4  | Cardenales de Lara        | Antonio Herrera Gutiérrez        | 12 de enero | 5:10 p. m. | ByM Sport Televen     | Béisbol Play | Bravos de Margarita       |

| Bravos de Margarita       | 10-5 | Navegantes del Magallanes | José Bernardo Pérez       | 13 de enero | 7:00 p. m. | TLVN - IVC 1 Baseball | Béisbol Play | Águilas del Zulia         |
| Tigres de Aragua          | 7-17 | Cardenales de Lara        | Antonio Herrera Gutiérrez | 13 de enero | 7:00 p. m. | Canal I ByM Sport     | Béisbol Play | Águilas del Zulia         |
| Bravos de Margarita       | 1-0  | Cardenales de Lara        | Antonio Herrera Gutiérrez | 14 de enero | 7:00 p. m. | 1 Baseball Canal I    | Béisbol Play | Tigres de Aragua          |
| Navegantes del Magallanes | 2-8  | Águilas del Zulia         | Luis Aparicio “El Grande” | 14 de enero | 7:00 p. m. | ByM Sport IVC - MTV   | Béisbol Play | Tigres de Aragua          |
| Bravos de Margarita       | 5-2  | Tigres de Aragua          | José Pérez Colmenares     | 15 de enero | 7:00 p. m. | ByM Sport Canal I     | Béisbol Play | Cardenales de Lara        |
| Navegantes del Magallanes | 6-2  | Águilas del Zulia         | Luis Aparicio “El Grande” | 15 de enero | 7:00 p. m. | MTV - IVC 1 Baseball  | Béisbol Play | Cardenales de Lara        |
| Bravos de Margarita       | 13-4 | Tigres de Aragua          | José Pérez Colmenares     | 16 de enero | 7:00 p. m. | Canal I 1 Baseball    | Béisbol Play | Navegantes del Magallanes |
| Cardenales de Lara        | 7-1  | Águilas del Zulia         | Luis Aparicio “El Grande” | 16 de enero | 7:00 p. m. | ByM Sport IVC - TLVN  | Béisbol Play | Navegantes del Magallanes |
| Cardenales de Lara        | 4-6  | Águilas del Zulia         | Luis Aparicio “El Grande” | 17 de enero | 4:04 p. m. | ByM Sport 1 Baseball  | Béisbol Play | Bravos de Margarita       |
| Tigres de Aragua          | 16-4 | Navegantes del Magallanes | José Bernardo Pérez       | 17 de enero | 7:35 p. m. | 1 Baseball IVC        | Béisbol Play | Bravos de Margarita       |

## Serie Final
La serie final se disputó entre el 19 y 26 de enero de 2025.
Los dos mejores equipos de la fase anterior del campeonato —Todos contra Todos—, se enfrentaron en esta instancia decisiva, en la cual se jugó a ganar cuatro (4) de seis (6) partidos posibles; y en donde el equipo Cardenales de Lara se convirtió en el representante de Venezuela en la Serie del Caribe 2025 que se realizó en la ciudad de Mexicali, en México.
| Partido 1, 19 de enero, 7:11 p. m. EST (UTC-4) | Cardenales de Lara | 2 – 4   | Bravos de Margarita | Estadio Antonio Herrera Gutiérrez, Barquisimeto |                                 |   |   |   |   |   |    |   |
| |                    | Reporte |                     | Asistencia: 15.373 espectadores                 | Asistencia: 15.373 espectadores |   |   |   |   |   |    |   |
| Detalle \| Equipo \| 1 \| 2 \| 3 \| 4 \| 5 \| 6 \| 7 \| 8 \| 9 \| C \| H \| E \| \| ------------------- \| - \| - \| - \| - \| - \| - \| - \| - \| - \| - \| -- \| - \| \| Bravos de Margarita \| 0 \| 0 \| 3 \| 1 \| 0 \| 0 \| 0 \| 0 \| 0 \| 4 \| 12 \| 0 \| \| Cardenales de Lara \| 0 \| 0 \| 2 \| 0 \| 0 \| 0 \| 0 \| 0 \| 0 \| 2 \| 9 \| 1 \|LG: Félix Doubront (2-1). LP: Jimmy Endersby (2-2). SV: Jake Sánchez (1). Umpires: HP: Raúl Moreno. 1B: Jorge Terán. 2B: Edward Pacheco. 3B: Ray Valero. LF: Robert Moreno. RF: Juan Gómez. Duración: 3h 02m |                    |         |                     |                                                 |                                 |   |   |   |   |   |    |   |
| Equipo | 1                  | 2       | 3                   | 4                                               | 5                               | 6 | 7 | 8 | 9 | C | H  | E |
| Bravos de Margarita | 0                  | 0       | 3                   | 1                                               | 0                               | 0 | 0 | 0 | 0 | 4 | 12 | 0 |
| Cardenales de Lara | 0                  | 0       | 2                   | 0                                               | 0                               | 0 | 0 | 0 | 0 | 2 | 9  | 1 |

| Equipo              | 1 | 2 | 3 | 4 | 5 | 6 | 7 | 8 | 9 | C | H  | E |
| ------------------- | - | - | - | - | - | - | - | - | - | - | -- | - |
| Bravos de Margarita | 0 | 0 | 3 | 1 | 0 | 0 | 0 | 0 | 0 | 4 | 12 | 0 |
| Cardenales de Lara  | 0 | 0 | 2 | 0 | 0 | 0 | 0 | 0 | 0 | 2 | 9  | 1 |

| Partido 2, 20 de enero, 7:04 p. m. EST (UTC-4) | Cardenales de Lara | 4 – 12  | Bravos de Margarita | Estadio Antonio Herrera Gutiérrez, Barquisimeto |                                 |   |   |   |   |    |    |   |
| |                    | Reporte |                     | Asistencia: 11.342 espectadores                 | Asistencia: 11.342 espectadores |   |   |   |   |    |    |   |
| Detalle \| Equipo \| 1 \| 2 \| 3 \| 4 \| 5 \| 6 \| 7 \| 8 \| 9 \| C \| H \| E \| \| ------------------- \| - \| - \| - \| - \| - \| - \| - \| - \| - \| -- \| -- \| - \| \| Bravos de Margarita \| 4 \| 2 \| 0 \| 0 \| 1 \| 4 \| 1 \| 0 \| 0 \| 12 \| 16 \| 1 \| \| Cardenales de Lara \| 0 \| 0 \| 0 \| 2 \| 1 \| 0 \| 0 \| 0 \| 1 \| 4 \| 9 \| 0 \|LG: Jesús Vargas (3-3). LP: Adrián Almeida (3-2). HRs: MAR – Juan Santana (3). LAR – Hernán Pérez (3). Umpires: HP: Kenny García. 1B: Ray Valero. 2B: Juan Gómez. 3B: Robert Moreno. LF: Edward Pacheco. RF: Raúl Moreno. Duración: 3h 08m |                    |         |                     |                                                 |                                 |   |   |   |   |    |    |   |
| Equipo | 1                  | 2       | 3                   | 4                                               | 5                               | 6 | 7 | 8 | 9 | C  | H  | E |
| Bravos de Margarita | 4                  | 2       | 0                   | 0                                               | 1                               | 4 | 1 | 0 | 0 | 12 | 16 | 1 |
| Cardenales de Lara | 0                  | 0       | 0                   | 2                                               | 1                               | 0 | 0 | 0 | 1 | 4  | 9  | 0 |

| Equipo              | 1 | 2 | 3 | 4 | 5 | 6 | 7 | 8 | 9 | C  | H  | E |
| ------------------- | - | - | - | - | - | - | - | - | - | -- | -- | - |
| Bravos de Margarita | 4 | 2 | 0 | 0 | 1 | 4 | 1 | 0 | 0 | 12 | 16 | 1 |
| Cardenales de Lara  | 0 | 0 | 0 | 2 | 1 | 0 | 0 | 0 | 1 | 4  | 9  | 0 |

| Partido 3, 22 de enero, 7:16 p. m. EST (UTC-4) | Bravos de Margarita | 2 – 9   | Cardenales de Lara | Estadio Nueva Esparta, Porlamar |                                 |   |   |   |   |   |    |   |
| |                     | Reporte |                    | Asistencia: 14.982 espectadores | Asistencia: 14.982 espectadores |   |   |   |   |   |    |   |
| Detalle \| Equipo \| 1 \| 2 \| 3 \| 4 \| 5 \| 6 \| 7 \| 8 \| 9 \| C \| H \| E \| \| ------------------- \| - \| - \| - \| - \| - \| - \| - \| - \| - \| - \| -- \| - \| \| Cardenales de Lara \| 2 \| 0 \| 1 \| 1 \| 1 \| 0 \| 3 \| 0 \| 1 \| 9 \| 15 \| 1 \| \| Bravos de Margarita \| 1 \| 0 \| 0 \| 0 \| 0 \| 1 \| 0 \| 0 \| 0 \| 2 \| 9 \| 2 \|LG: Max Castillo (2-1). LP: Ángel Rondón (3-1). HRs: LAR – Rangel Ravelo (4). Umpires: HP: Jorge Terán. 1B: Robert Moreno. 2B: Edward Pacheco. 3B: Raúl Moreno. LF: Kenny García. RF: Juan Gómez. Duración: 3h 32m (:04 delay). |                     |         |                    |                                 |                                 |   |   |   |   |   |    |   |
| Equipo | 1                   | 2       | 3                  | 4                               | 5                               | 6 | 7 | 8 | 9 | C | H  | E |
| Cardenales de Lara | 2                   | 0       | 1                  | 1                               | 1                               | 0 | 3 | 0 | 1 | 9 | 15 | 1 |
| Bravos de Margarita | 1                   | 0       | 0                  | 0                               | 0                               | 1 | 0 | 0 | 0 | 2 | 9  | 2 |

| Equipo              | 1 | 2 | 3 | 4 | 5 | 6 | 7 | 8 | 9 | C | H  | E |
| ------------------- | - | - | - | - | - | - | - | - | - | - | -- | - |
| Cardenales de Lara  | 2 | 0 | 1 | 1 | 1 | 0 | 3 | 0 | 1 | 9 | 15 | 1 |
| Bravos de Margarita | 1 | 0 | 0 | 0 | 0 | 1 | 0 | 0 | 0 | 2 | 9  | 2 |

| Partido 4, 23 de enero, 7:05 p. m. EST (UTC-4) | Bravos de Margarita | 2 – 8   | Cardenales de Lara | Estadio Nueva Esparta, Porlamar |                                 |   |   |   |   |   |    |   |
| |                     | Reporte |                    | Asistencia: 13.513 espectadores | Asistencia: 13.513 espectadores |   |   |   |   |   |    |   |
| Detalle \| Equipo \| 1 \| 2 \| 3 \| 4 \| 5 \| 6 \| 7 \| 8 \| 9 \| C \| H \| E \| \| ------------------- \| - \| - \| - \| - \| - \| - \| - \| - \| - \| - \| -- \| - \| \| Cardenales de Lara \| 0 \| 0 \| 0 \| 0 \| 4 \| 2 \| 2 \| 0 \| 0 \| 8 \| 12 \| 1 \| \| Bravos de Margarita \| 0 \| 2 \| 0 \| 0 \| 0 \| 0 \| 0 \| 0 \| 0 \| 2 \| 5 \| 0 \|LG: Anderson Espinoza (1-0). LP: Osmer Morales (1-1). HRs: LAR – Eduardo García (3). Ildemaro Vargas (2). Umpires: HP: Robert Moreno. 1B: Raúl Moreno. 2B: Ray Valero. 3B: Juan Gómez. LF: Kenny García. RF: Edward Pacheco. Duración: 2h 53m |                     |         |                    |                                 |                                 |   |   |   |   |   |    |   |
| Equipo | 1                   | 2       | 3                  | 4                               | 5                               | 6 | 7 | 8 | 9 | C | H  | E |
| Cardenales de Lara | 0                   | 0       | 0                  | 0                               | 4                               | 2 | 2 | 0 | 0 | 8 | 12 | 1 |
| Bravos de Margarita | 0                   | 2       | 0                  | 0                               | 0                               | 0 | 0 | 0 | 0 | 2 | 5  | 0 |

| Equipo              | 1 | 2 | 3 | 4 | 5 | 6 | 7 | 8 | 9 | C | H  | E |
| ------------------- | - | - | - | - | - | - | - | - | - | - | -- | - |
| Cardenales de Lara  | 0 | 0 | 0 | 0 | 4 | 2 | 2 | 0 | 0 | 8 | 12 | 1 |
| Bravos de Margarita | 0 | 2 | 0 | 0 | 0 | 0 | 0 | 0 | 0 | 2 | 5  | 0 |

| Partido 5, 24 de enero, 7:08 p. m. EST (UTC-4) | Bravos de Margarita | 9 – 12  | Cardenales de Lara | Estadio Nueva Esparta, Porlamar |                                 |   |   |   |   |    |    |   |
| |                     | Reporte |                    | Asistencia: 13.016 espectadores | Asistencia: 13.016 espectadores |   |   |   |   |    |    |   |
| Detalle \| Equipo \| 1 \| 2 \| 3 \| 4 \| 5 \| 6 \| 7 \| 8 \| 9 \| C \| H \| E \| \| ------------------- \| - \| - \| - \| - \| - \| - \| - \| - \| - \| -- \| -- \| - \| \| Cardenales de Lara \| 0 \| 0 \| 2 \| 0 \| 5 \| 4 \| 1 \| 0 \| 0 \| 12 \| 14 \| 0 \| \| Bravos de Margarita \| 0 \| 2 \| 4 \| 0 \| 2 \| 0 \| 1 \| 0 \| 0 \| 9 \| 12 \| 1 \|LG: Jesús Valles (1-0). LP: Félix Paulino (2-3). SV: Arnaldo Hernández (8). HRs: LAR – Ildemaro Vargas (3). Hernán Pérez (4). José Rondón (3). MAR – Ramón Flores (1). Carlos Pérez (1). Lorenzo Cedrola (4). Umpires: HP: Raúl Moreno. 1B: Jorge Terán. 2B: Edward Pacheco. 3B: Ray Valero. LF: Juan Gómez. RF: Kenny García. Duración: 3h 44m (:04 delay). |                     |         |                    |                                 |                                 |   |   |   |   |    |    |   |
| Equipo | 1                   | 2       | 3                  | 4                               | 5                               | 6 | 7 | 8 | 9 | C  | H  | E |
| Cardenales de Lara | 0                   | 0       | 2                  | 0                               | 5                               | 4 | 1 | 0 | 0 | 12 | 14 | 0 |
| Bravos de Margarita | 0                   | 2       | 4                  | 0                               | 2                               | 0 | 1 | 0 | 0 | 9  | 12 | 1 |

| Equipo              | 1 | 2 | 3 | 4 | 5 | 6 | 7 | 8 | 9 | C  | H  | E |
| ------------------- | - | - | - | - | - | - | - | - | - | -- | -- | - |
| Cardenales de Lara  | 0 | 0 | 2 | 0 | 5 | 4 | 1 | 0 | 0 | 12 | 14 | 0 |
| Bravos de Margarita | 0 | 2 | 4 | 0 | 2 | 0 | 1 | 0 | 0 | 9  | 12 | 1 |

| Partido 6, 26 de enero, 7:00 p. m. EST (UTC-4) | Cardenales de Lara | 9 – 0   | Bravos de Margarita | Estadio Antonio Herrera Gutiérrez, Barquisimeto |                                 |   |   |   |   |   |    |   |
| |                    | Reporte |                     | Asistencia: 19.320 espectadores                 | Asistencia: 19.320 espectadores |   |   |   |   |   |    |   |
| Detalle \| Equipo \| 1 \| 2 \| 3 \| 4 \| 5 \| 6 \| 7 \| 8 \| 9 \| C \| H \| E \| \| ------------------- \| - \| - \| - \| - \| - \| - \| - \| - \| - \| - \| -- \| - \| \| Bravos de Margarita \| 0 \| 0 \| 0 \| 0 \| 0 \| 0 \| 0 \| 0 \| 0 \| 0 \| 5 \| 0 \| \| Cardenales de Lara \| 2 \| 5 \| 2 \| 0 \| 0 \| 0 \| 0 \| 0 \| X \| 9 \| 11 \| 1 \|LG: Adrián Almeida (4-2). LP: Jesús Vargas (3-4). HRs: LAR – Rangel Ravelo (5). Eduardo García (4). Umpires: HP: Jorge Terán. 1B: Robert Moreno. 2B: Raúl Moreno. 3B: Edward Pacheco. LF: Ray Valero. RF: Juan Gómez. Duración: 2h 44m |                    |         |                     |                                                 |                                 |   |   |   |   |   |    |   |
| Equipo | 1                  | 2       | 3                   | 4                                               | 5                               | 6 | 7 | 8 | 9 | C | H  | E |
| Bravos de Margarita | 0                  | 0       | 0                   | 0                                               | 0                               | 0 | 0 | 0 | 0 | 0 | 5  | 0 |
| Cardenales de Lara | 2                  | 5       | 2                   | 0                                               | 0                               | 0 | 0 | 0 | X | 9 | 11 | 1 |

| Equipo              | 1 | 2 | 3 | 4 | 5 | 6 | 7 | 8 | 9 | C | H  | E |
| ------------------- | - | - | - | - | - | - | - | - | - | - | -- | - |
| Bravos de Margarita | 0 | 0 | 0 | 0 | 0 | 0 | 0 | 0 | 0 | 0 | 5  | 0 |
| Cardenales de Lara  | 2 | 5 | 2 | 0 | 0 | 0 | 0 | 0 | X | 9 | 11 | 1 |

| Partido 1, 19 de enero, 7:11 p. m. EST (UTC-4) | Cardenales de Lara | 2 – 4   | Bravos de Margarita | Estadio Antonio Herrera Gutiérrez, Barquisimeto |                                 |   |   |   |   |   |    |   |
| |                    | Reporte |                     | Asistencia: 15.373 espectadores                 | Asistencia: 15.373 espectadores |   |   |   |   |   |    |   |
| Detalle \| Equipo \| 1 \| 2 \| 3 \| 4 \| 5 \| 6 \| 7 \| 8 \| 9 \| C \| H \| E \| \| ------------------- \| - \| - \| - \| - \| - \| - \| - \| - \| - \| - \| -- \| - \| \| Bravos de Margarita \| 0 \| 0 \| 3 \| 1 \| 0 \| 0 \| 0 \| 0 \| 0 \| 4 \| 12 \| 0 \| \| Cardenales de Lara \| 0 \| 0 \| 2 \| 0 \| 0 \| 0 \| 0 \| 0 \| 0 \| 2 \| 9 \| 1 \|LG: Félix Doubront (2-1). LP: Jimmy Endersby (2-2). SV: Jake Sánchez (1). Umpires: HP: Raúl Moreno. 1B: Jorge Terán. 2B: Edward Pacheco. 3B: Ray Valero. LF: Robert Moreno. RF: Juan Gómez. Duración: 3h 02m |                    |         |                     |                                                 |                                 |   |   |   |   |   |    |   |
| Equipo | 1                  | 2       | 3                   | 4                                               | 5                               | 6 | 7 | 8 | 9 | C | H  | E |
| Bravos de Margarita | 0                  | 0       | 3                   | 1                                               | 0                               | 0 | 0 | 0 | 0 | 4 | 12 | 0 |
| Cardenales de Lara | 0                  | 0       | 2                   | 0                                               | 0                               | 0 | 0 | 0 | 0 | 2 | 9  | 1 |

| Equipo              | 1 | 2 | 3 | 4 | 5 | 6 | 7 | 8 | 9 | C | H  | E |
| ------------------- | - | - | - | - | - | - | - | - | - | - | -- | - |
| Bravos de Margarita | 0 | 0 | 3 | 1 | 0 | 0 | 0 | 0 | 0 | 4 | 12 | 0 |
| Cardenales de Lara  | 0 | 0 | 2 | 0 | 0 | 0 | 0 | 0 | 0 | 2 | 9  | 1 |

| Partido 2, 20 de enero, 7:04 p. m. EST (UTC-4) | Cardenales de Lara | 4 – 12  | Bravos de Margarita | Estadio Antonio Herrera Gutiérrez, Barquisimeto |                                 |   |   |   |   |    |    |   |
| |                    | Reporte |                     | Asistencia: 11.342 espectadores                 | Asistencia: 11.342 espectadores |   |   |   |   |    |    |   |
| Detalle \| Equipo \| 1 \| 2 \| 3 \| 4 \| 5 \| 6 \| 7 \| 8 \| 9 \| C \| H \| E \| \| ------------------- \| - \| - \| - \| - \| - \| - \| - \| - \| - \| -- \| -- \| - \| \| Bravos de Margarita \| 4 \| 2 \| 0 \| 0 \| 1 \| 4 \| 1 \| 0 \| 0 \| 12 \| 16 \| 1 \| \| Cardenales de Lara \| 0 \| 0 \| 0 \| 2 \| 1 \| 0 \| 0 \| 0 \| 1 \| 4 \| 9 \| 0 \|LG: Jesús Vargas (3-3). LP: Adrián Almeida (3-2). HRs: MAR – Juan Santana (3). LAR – Hernán Pérez (3). Umpires: HP: Kenny García. 1B: Ray Valero. 2B: Juan Gómez. 3B: Robert Moreno. LF: Edward Pacheco. RF: Raúl Moreno. Duración: 3h 08m |                    |         |                     |                                                 |                                 |   |   |   |   |    |    |   |
| Equipo | 1                  | 2       | 3                   | 4                                               | 5                               | 6 | 7 | 8 | 9 | C  | H  | E |
| Bravos de Margarita | 4                  | 2       | 0                   | 0                                               | 1                               | 4 | 1 | 0 | 0 | 12 | 16 | 1 |
| Cardenales de Lara | 0                  | 0       | 0                   | 2                                               | 1                               | 0 | 0 | 0 | 1 | 4  | 9  | 0 |

| Equipo              | 1 | 2 | 3 | 4 | 5 | 6 | 7 | 8 | 9 | C  | H  | E |
| ------------------- | - | - | - | - | - | - | - | - | - | -- | -- | - |
| Bravos de Margarita | 4 | 2 | 0 | 0 | 1 | 4 | 1 | 0 | 0 | 12 | 16 | 1 |
| Cardenales de Lara  | 0 | 0 | 0 | 2 | 1 | 0 | 0 | 0 | 1 | 4  | 9  | 0 |

| Partido 3, 22 de enero, 7:16 p. m. EST (UTC-4) | Bravos de Margarita | 2 – 9   | Cardenales de Lara | Estadio Nueva Esparta, Porlamar |                                 |   |   |   |   |   |    |   |
| |                     | Reporte |                    | Asistencia: 14.982 espectadores | Asistencia: 14.982 espectadores |   |   |   |   |   |    |   |
| Detalle \| Equipo \| 1 \| 2 \| 3 \| 4 \| 5 \| 6 \| 7 \| 8 \| 9 \| C \| H \| E \| \| ------------------- \| - \| - \| - \| - \| - \| - \| - \| - \| - \| - \| -- \| - \| \| Cardenales de Lara \| 2 \| 0 \| 1 \| 1 \| 1 \| 0 \| 3 \| 0 \| 1 \| 9 \| 15 \| 1 \| \| Bravos de Margarita \| 1 \| 0 \| 0 \| 0 \| 0 \| 1 \| 0 \| 0 \| 0 \| 2 \| 9 \| 2 \|LG: Max Castillo (2-1). LP: Ángel Rondón (3-1). HRs: LAR – Rangel Ravelo (4). Umpires: HP: Jorge Terán. 1B: Robert Moreno. 2B: Edward Pacheco. 3B: Raúl Moreno. LF: Kenny García. RF: Juan Gómez. Duración: 3h 32m (:04 delay). |                     |         |                    |                                 |                                 |   |   |   |   |   |    |   |
| Equipo | 1                   | 2       | 3                  | 4                               | 5                               | 6 | 7 | 8 | 9 | C | H  | E |
| Cardenales de Lara | 2                   | 0       | 1                  | 1                               | 1                               | 0 | 3 | 0 | 1 | 9 | 15 | 1 |
| Bravos de Margarita | 1                   | 0       | 0                  | 0                               | 0                               | 1 | 0 | 0 | 0 | 2 | 9  | 2 |

| Equipo              | 1 | 2 | 3 | 4 | 5 | 6 | 7 | 8 | 9 | C | H  | E |
| ------------------- | - | - | - | - | - | - | - | - | - | - | -- | - |
| Cardenales de Lara  | 2 | 0 | 1 | 1 | 1 | 0 | 3 | 0 | 1 | 9 | 15 | 1 |
| Bravos de Margarita | 1 | 0 | 0 | 0 | 0 | 1 | 0 | 0 | 0 | 2 | 9  | 2 |

| Partido 4, 23 de enero, 7:05 p. m. EST (UTC-4) | Bravos de Margarita | 2 – 8   | Cardenales de Lara | Estadio Nueva Esparta, Porlamar |                                 |   |   |   |   |   |    |   |
| |                     | Reporte |                    | Asistencia: 13.513 espectadores | Asistencia: 13.513 espectadores |   |   |   |   |   |    |   |
| Detalle \| Equipo \| 1 \| 2 \| 3 \| 4 \| 5 \| 6 \| 7 \| 8 \| 9 \| C \| H \| E \| \| ------------------- \| - \| - \| - \| - \| - \| - \| - \| - \| - \| - \| -- \| - \| \| Cardenales de Lara \| 0 \| 0 \| 0 \| 0 \| 4 \| 2 \| 2 \| 0 \| 0 \| 8 \| 12 \| 1 \| \| Bravos de Margarita \| 0 \| 2 \| 0 \| 0 \| 0 \| 0 \| 0 \| 0 \| 0 \| 2 \| 5 \| 0 \|LG: Anderson Espinoza (1-0). LP: Osmer Morales (1-1). HRs: LAR – Eduardo García (3). Ildemaro Vargas (2). Umpires: HP: Robert Moreno. 1B: Raúl Moreno. 2B: Ray Valero. 3B: Juan Gómez. LF: Kenny García. RF: Edward Pacheco. Duración: 2h 53m |                     |         |                    |                                 |                                 |   |   |   |   |   |    |   |
| Equipo | 1                   | 2       | 3                  | 4                               | 5                               | 6 | 7 | 8 | 9 | C | H  | E |
| Cardenales de Lara | 0                   | 0       | 0                  | 0                               | 4                               | 2 | 2 | 0 | 0 | 8 | 12 | 1 |
| Bravos de Margarita | 0                   | 2       | 0                  | 0                               | 0                               | 0 | 0 | 0 | 0 | 2 | 5  | 0 |

| Equipo              | 1 | 2 | 3 | 4 | 5 | 6 | 7 | 8 | 9 | C | H  | E |
| ------------------- | - | - | - | - | - | - | - | - | - | - | -- | - |
| Cardenales de Lara  | 0 | 0 | 0 | 0 | 4 | 2 | 2 | 0 | 0 | 8 | 12 | 1 |
| Bravos de Margarita | 0 | 2 | 0 | 0 | 0 | 0 | 0 | 0 | 0 | 2 | 5  | 0 |

| Partido 5, 24 de enero, 7:08 p. m. EST (UTC-4) | Bravos de Margarita | 9 – 12  | Cardenales de Lara | Estadio Nueva Esparta, Porlamar |                                 |   |   |   |   |    |    |   |
| |                     | Reporte |                    | Asistencia: 13.016 espectadores | Asistencia: 13.016 espectadores |   |   |   |   |    |    |   |
| Detalle \| Equipo \| 1 \| 2 \| 3 \| 4 \| 5 \| 6 \| 7 \| 8 \| 9 \| C \| H \| E \| \| ------------------- \| - \| - \| - \| - \| - \| - \| - \| - \| - \| -- \| -- \| - \| \| Cardenales de Lara \| 0 \| 0 \| 2 \| 0 \| 5 \| 4 \| 1 \| 0 \| 0 \| 12 \| 14 \| 0 \| \| Bravos de Margarita \| 0 \| 2 \| 4 \| 0 \| 2 \| 0 \| 1 \| 0 \| 0 \| 9 \| 12 \| 1 \|LG: Jesús Valles (1-0). LP: Félix Paulino (2-3). SV: Arnaldo Hernández (8). HRs: LAR – Ildemaro Vargas (3). Hernán Pérez (4). José Rondón (3). MAR – Ramón Flores (1). Carlos Pérez (1). Lorenzo Cedrola (4). Umpires: HP: Raúl Moreno. 1B: Jorge Terán. 2B: Edward Pacheco. 3B: Ray Valero. LF: Juan Gómez. RF: Kenny García. Duración: 3h 44m (:04 delay). |                     |         |                    |                                 |                                 |   |   |   |   |    |    |   |
| Equipo | 1                   | 2       | 3                  | 4                               | 5                               | 6 | 7 | 8 | 9 | C  | H  | E |
| Cardenales de Lara | 0                   | 0       | 2                  | 0                               | 5                               | 4 | 1 | 0 | 0 | 12 | 14 | 0 |
| Bravos de Margarita | 0                   | 2       | 4                  | 0                               | 2                               | 0 | 1 | 0 | 0 | 9  | 12 | 1 |

| Equipo              | 1 | 2 | 3 | 4 | 5 | 6 | 7 | 8 | 9 | C  | H  | E |
| ------------------- | - | - | - | - | - | - | - | - | - | -- | -- | - |
| Cardenales de Lara  | 0 | 0 | 2 | 0 | 5 | 4 | 1 | 0 | 0 | 12 | 14 | 0 |
| Bravos de Margarita | 0 | 2 | 4 | 0 | 2 | 0 | 1 | 0 | 0 | 9  | 12 | 1 |

| Partido 6, 26 de enero, 7:00 p. m. EST (UTC-4) | Cardenales de Lara | 9 – 0   | Bravos de Margarita | Estadio Antonio Herrera Gutiérrez, Barquisimeto |                                 |   |   |   |   |   |    |   |
| |                    | Reporte |                     | Asistencia: 19.320 espectadores                 | Asistencia: 19.320 espectadores |   |   |   |   |   |    |   |
| Detalle \| Equipo \| 1 \| 2 \| 3 \| 4 \| 5 \| 6 \| 7 \| 8 \| 9 \| C \| H \| E \| \| ------------------- \| - \| - \| - \| - \| - \| - \| - \| - \| - \| - \| -- \| - \| \| Bravos de Margarita \| 0 \| 0 \| 0 \| 0 \| 0 \| 0 \| 0 \| 0 \| 0 \| 0 \| 5 \| 0 \| \| Cardenales de Lara \| 2 \| 5 \| 2 \| 0 \| 0 \| 0 \| 0 \| 0 \| X \| 9 \| 11 \| 1 \|LG: Adrián Almeida (4-2). LP: Jesús Vargas (3-4). HRs: LAR – Rangel Ravelo (5). Eduardo García (4). Umpires: HP: Jorge Terán. 1B: Robert Moreno. 2B: Raúl Moreno. 3B: Edward Pacheco. LF: Ray Valero. RF: Juan Gómez. Duración: 2h 44m |                    |         |                     |                                                 |                                 |   |   |   |   |   |    |   |
| Equipo | 1                  | 2       | 3                   | 4                                               | 5                               | 6 | 7 | 8 | 9 | C | H  | E |
| Bravos de Margarita | 0                  | 0       | 0                   | 0                                               | 0                               | 0 | 0 | 0 | 0 | 0 | 5  | 0 |
| Cardenales de Lara | 2                  | 5       | 2                   | 0                                               | 0                               | 0 | 0 | 0 | X | 9 | 11 | 1 |

| Equipo              | 1 | 2 | 3 | 4 | 5 | 6 | 7 | 8 | 9 | C | H  | E |
| ------------------- | - | - | - | - | - | - | - | - | - | - | -- | - |
| Bravos de Margarita | 0 | 0 | 0 | 0 | 0 | 0 | 0 | 0 | 0 | 0 | 5  | 0 |
| Cardenales de Lara  | 2 | 5 | 2 | 0 | 0 | 0 | 0 | 0 | X | 9 | 11 | 1 |

|                                       |
| Campeón Cardenales de Lara 7.° título |

## Líderes

### Temporada regular
Actualizado al 21 de diciembre de 2024.
| Stat | Jugador          | Equipo | Total |
| ---- | ---------------- | ------ | ----- |
| VB   | Luis Matos       | LAG    | 220   |
| AVG  | Lorenzo Cedrola  | ARA    | 395   |
| 2B   | Luis Matos       | LAG    | 20    |
| 3B   | Lorenzo Cedrola  | ARA    | 7     |
| HR   | Renato Núñez     | MAG    | 21    |
| CI   | Renato Núñez     | MAG    | 63    |
| CA   | Lorenzo Cedrola  | ARA    | 47    |
| H    | Lorenzo Cedrola  | ARA    | 83    |
| BR   | Gorkys Hernández | LAR    | 27    |
| SO   | Romer Cuadrado   | ANZ    | 56    |

| Stat | Jugador          | Equipo | Total |
| ---- | ---------------- | ------ | ----- |
| V    | Junior Guerra    | MAG    | 8     |
| D    | Osmer Morales    | MAR    | 5     |
| EFE. | Junior Guerra    | MAG    | 2.63  |
| SO   | Cristofer Ogando | MAG    | 53    |
| IL   | Junior Guerra    | MAG    | 68.1  |
| SV   | Silvino Bracho   | ZUL    | 11    |
| HLD  | Dedgar Jiménez   | MAR    | 10    |
| WHIP | Abdiel Saldana   | MAR    | 1.54  |

### Round Robin
Actualizado al 17 de enero de 2025.
| Stat | Jugador                                                  | Equipo      | Total |
| ---- | -------------------------------------------------------- | ----------- | ----- |
| VB   | Alí Castillo Eliezer Alfonzo Jr.                         | ZUL MAG     | 68    |
| AVG  | Luis Suisbel                                             | MAG         | 415   |
| 2B   | Luis Suisbel Alberth Marínez José Rondón Alcides Escobar | MAG LAR ARA | 5     |
| 3B   | Osleivis Basabe                                          | ZUL         | 2     |
| HR   | Andrés Chaparro                                          | ZUL         | 6     |
| CI   | Rangel Ravelo                                            | LAR         | 19    |
| CA   | Harold Castro                                            | LAR         | 18    |
| H    | Eliezer Alfonzo Jr.                                      | MAG         | 28    |
| BR   | Lorenzo Cedrola                                          | ARA         | 4     |
| SO   | Gabriel Arias                                            | MAG         | 16    |

| Stat | Jugador                            | Equipo  | Total |
| ---- | ---------------------------------- | ------- | ----- |
| V    | Ángel Rondón Adrián Almeida        | MAR LAR | 3     |
| D    | Ben Braymer Junior Guerra          | ARA MAG | 3     |
| EFE. | Claudio Custodio                   | MAR     | 2.03  |
| SO   | Félix Doubront                     | MAR     | 21    |
| IL   | Jimmy Endersby                     | LAR     | 23.0  |
| SV   | Arnaldo Hernández Claudio Custodio | LAR MAR | 7     |
| HLD  | Moisés Gómez                       | MAR     | 5     |
| WHIP | Junior Guerra                      | MAG     | 2.25  |

## Draft
La escogencia del draft solo se efectuó después de haberse determinado los clasificados a la postemporada y de acuerdo a las condiciones del campeonato.

### Round Robin
Para la Ronda Semifinal o Todos contra Todos, se asignaron a los equipos, números del uno (1) al cinco (5), de acuerdo al orden en el que hayan quedado en la temporada regular y escogieron sucesivamente del primero al quinto, dos (2) jugadores por equipo para las adiciones y uno (1) para la sustitución.

#### Adición — Primera Ronda
| Pick | Equipo                    | Jugador         | Posición | Procedencia            |
| ---- | ------------------------- | --------------- | -------- | ---------------------- |
| 1    | Cardenales de Lara        | Harold Castro   | IF       | Leones del Caracas     |
| 2    | Bravos de Margarita       | Jesús Vargas    | P        | Leones del Caracas     |
| 3    | Águilas del Zulia         | Pedro Rodriguez | P        | Tiburones de La Guaira |
| 4    | Navegantes del Magallanes | Gabriel Arias   | IF       | Tiburones de La Guaira |
| 5    | Tigres de Aragua          | Ben Braymer     | P        | Leones del Caracas     |

#### Adición — Segunda Ronda
| Pick | Equipo                    | Jugador           | Posición | Procedencia            |
| ---- | ------------------------- | ----------------- | -------- | ---------------------- |
| 1    | Cardenales de Lara        | Arnaldo Hernández | P        | Tiburones de La Guaira |
| 2    | Bravos de Margarita       | Herlis Rodríguez  | OF       | Caribes de Anzoátegui  |
| 3    | Águilas del Zulia         | Liarvis Breto     | P        | Caribes de Anzoátegui  |
| 4    | Navegantes del Magallanes | Yangervis Solarte | IF       | Tiburones de La Guaira |
| 5    | Tigres de Aragua          | Yapson Gómez      | P        | Tiburones de La Guaira |

#### Sustitución
| Pick | Equipo                    | Jugador         | Posición | Procedencia            | Toma el lugar de | Posición   |
| ---- | ------------------------- | --------------- | -------- | ---------------------- | ---------------- | ---------- |
| 1    | Cardenales de Lara        | José Rondón     | OF       | Leones del Caracas     | Cupo libre       | Cupo libre |
| 2    | Bravos de Margarita       | Oswaldo Arcia   | OF       | Leones del Caracas     | Isaki Nimoniya   | P          |
| 3    | Águilas del Zulia         | Richard Guasch  | P        | Caribes de Anzoátegui  | Felipe Tejada    | P          |
| 4    | Navegantes del Magallanes | Tyler Alexander | P        | Tiburones de La Guaira | Cupo libre       | Cupo libre |
| 5    | Tigres de Aragua          | Alcides Escobar | IF       | Tiburones de La Guaira | Kenny Hernández  | P          |

### Serie Final
Los equipos que clasificaron a la serie final, si no lo han hecho antes, pueden completar los cupos faltantes que no hubiesen llenado de las listas oficiales entregadas por los equipos eliminados.

#### Adiciones
| Pick | Equipo              | Jugador         | Posición | Procedencia       |
| ---- | ------------------- | --------------- | -------- | ----------------- |
| 1    | Cardenales de Lara  | Andrés Chaparro | IF       | Águilas del Zulia |
| 2    | Bravos de Margarita | Lorenzo Cedrola | OF       | Tigres de Aragua  |

## Premios y honores
| Semana | Jugador           | Equipo |
| ------ | ----------------- | ------ |
| 1-2    | Renato Núñez      | MAG    |
| 3      | Pedro Castellanos | LAR    |
| 4      | Leonys Martín     | LAG    |
| 5      | Moisés Gómez      | MAR    |
| 6      | Harold Castro     | CAR    |
| 7      | Harold Castro     | CAR    |
| 8      | Balbino Fuenmayor | ANZ    |
| 9      | Luis Matos        | LAG    |
| 10     | Rougned Odor      | ZUL    |
| 11     | David Rodríguez   | ARA    |
| RR     | Harold Castro     | LAR    |
| FIN    | Ildemaro Vargas   | LAR    |

| Designación         | Jugador        | Equipo |
| ------------------- | -------------- | ------ |
| Productor del Año   | Renato Núñez   | MAG    |
| Cerrador del Año    | Silvino Bracho | ZUL    |
| Setup del Año       | Dedgar Jiménez | MAR    |
| Regreso del Año     | Junior Guerra  | MAG    |
| Novato del Año      | Luis Matos     | LAG    |
| Manager del Año     | Lipso Nava     | ZUL    |
| Pitcher del Año     | Junior Guerra  | MAG    |
| Jugador Más Valioso | Renato Núñez   | MAG    |